# Chiese di Pescara
La pagina illustra le chiese di Pescara.

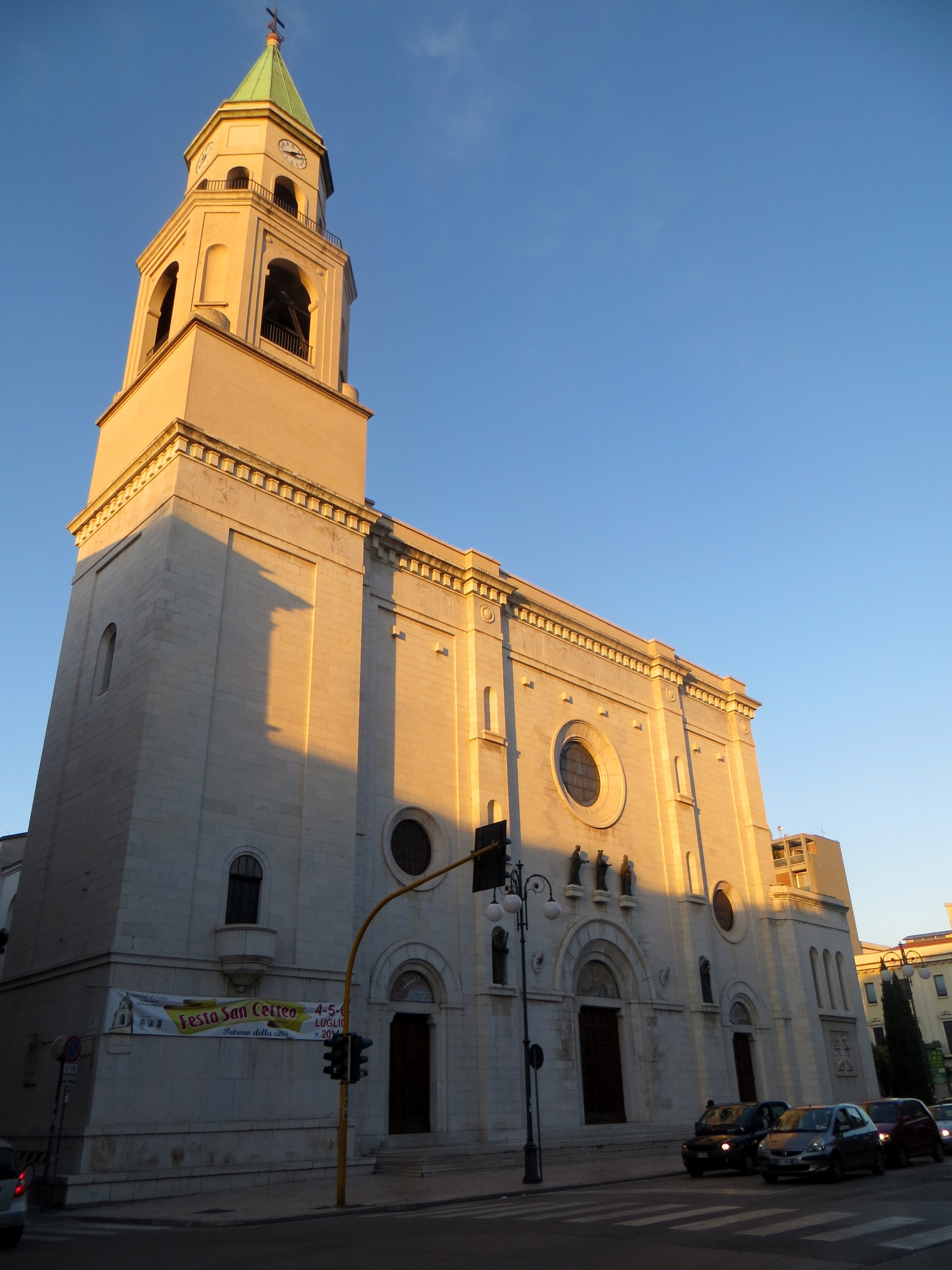
Veduta della Cattedrale di San Cetteo

## Storia delle chiese

### Antiche testimonianze

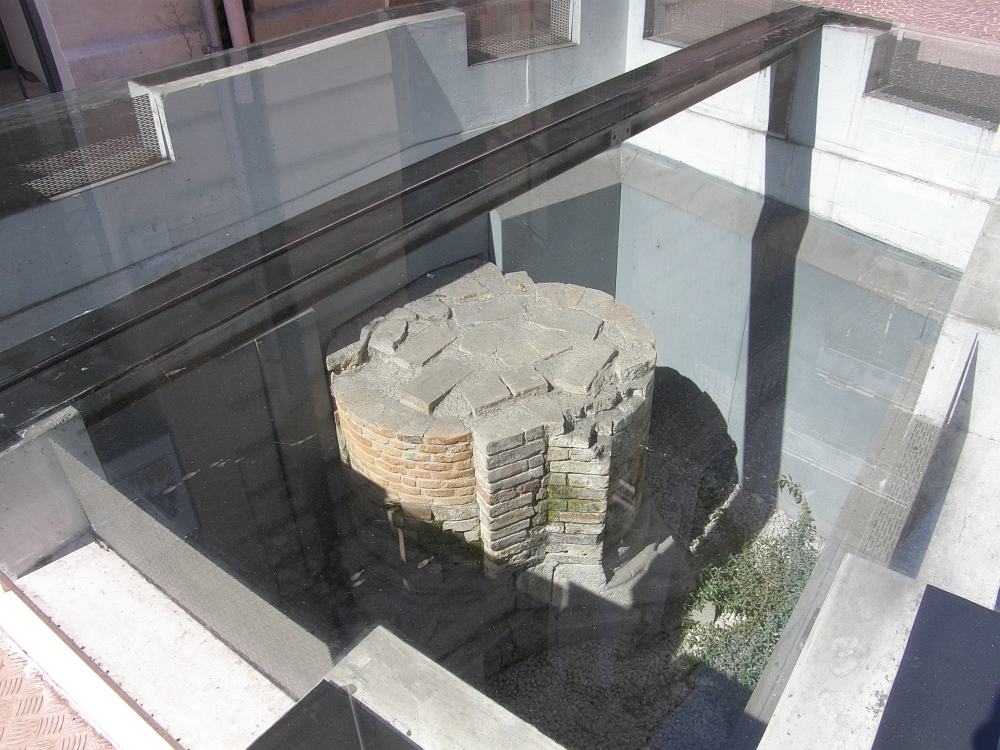
Una colonna della vecchia chiesa di Santa Maria di Gerusalemme (V sec) rinvenuta in Piazza San Cetteo

Nei documenti pontifici e vescovili più antichi, che precedono il XIII secolo, si ha menzione della città marina di nome Aterno, ossia l'antico emporio romano di Ostia Aterni che si sviluppava nella porzione dell'attuale rione storico pescarese di "Porta Nuova", con le chiese appartenenti alla diocesi di Chieti. Una delle prime chiese fu quella dedicata a San Salvatore, donata nel IX secolo all'abbazia di Montecassino dalla contessa Iselgarda insieme al porto. La chiesa si trovava dentro la cittadella bizantina nell'area dell'attuale chiesa cattedrale di San Cetteo, mentre una seconda chiesa dedicata a San Nicola di Bari extra moenia,  era fuori dal perimetro murario fortificato. La chiesa di Santa Maria di Gerusalemme del XIII secolo si trovava presso il sagrato dell'attuale Cattedrale in viale D'Annunzio, come dimostrano due colonne rinvenute in loco dopo che fu demolita a fine'800. Esisteva anche una piccola chiesetta dedicata a San Tommaso, presso il fiume.

### Le chiese di San Salvatore e San Legonziano
La chiesa parrocchiale era dedicata a San Legonziano, eretta ai piedi della città. Ci sono controversie sull'esistenza di questa chiesa e su quella di San Salvatore, citata nei documenti più antichi; certamente queste chiese si trovavano a ridosso del fiume, l'una eretta sopra un tempio romano circolare, secondo Andrea Staffa dedicato alla dea Vittoria, secondo altri a Giove "Aternio". Secondo la leggenda presso San Legonziano predicò San Cetteo di Amiterno, e lì fu catturato dai longobardi e affogato sul fiume Pescara.
Dal XII secolo in poi si aggiunsero le chiese dentro l'abitato di Aterno, e fuori dalle mura: di San Paolo e San Lorenzo, citate da Alessandro III nel 1173, appartenenti alla giurisdizione dell'abbazia di San Giovanni in Venere. Dopo qualche secolo di queste chiese non esisteva che qualche traccia, mentre l'unica superstite fu quella di Santa Gerusalemme, ricostruita dai Templari dopo il 1290 sopra i ruderi di San Legonziano o San Salvatore, a pianta circolare, che accolse le reliquie di San Cetteo. Nel XVII secolo esisteva ancora, verrà demolita solo nel 1892, e sorgeva accanto a una cappella, dedicata al Santissimo Sacramento, ma volgarmente detta "San Cetteo" per la reliquia e il busto del santo al suo interno. Della vecchia Santa Gerusalemme, rimaneva solo un arco trionfale all'ingresso del centro di Portanuova, che appunto venne definito volgarmente la "Porta nuova".

### Altre chiese: San Giacomo e il Santissimo Rosario

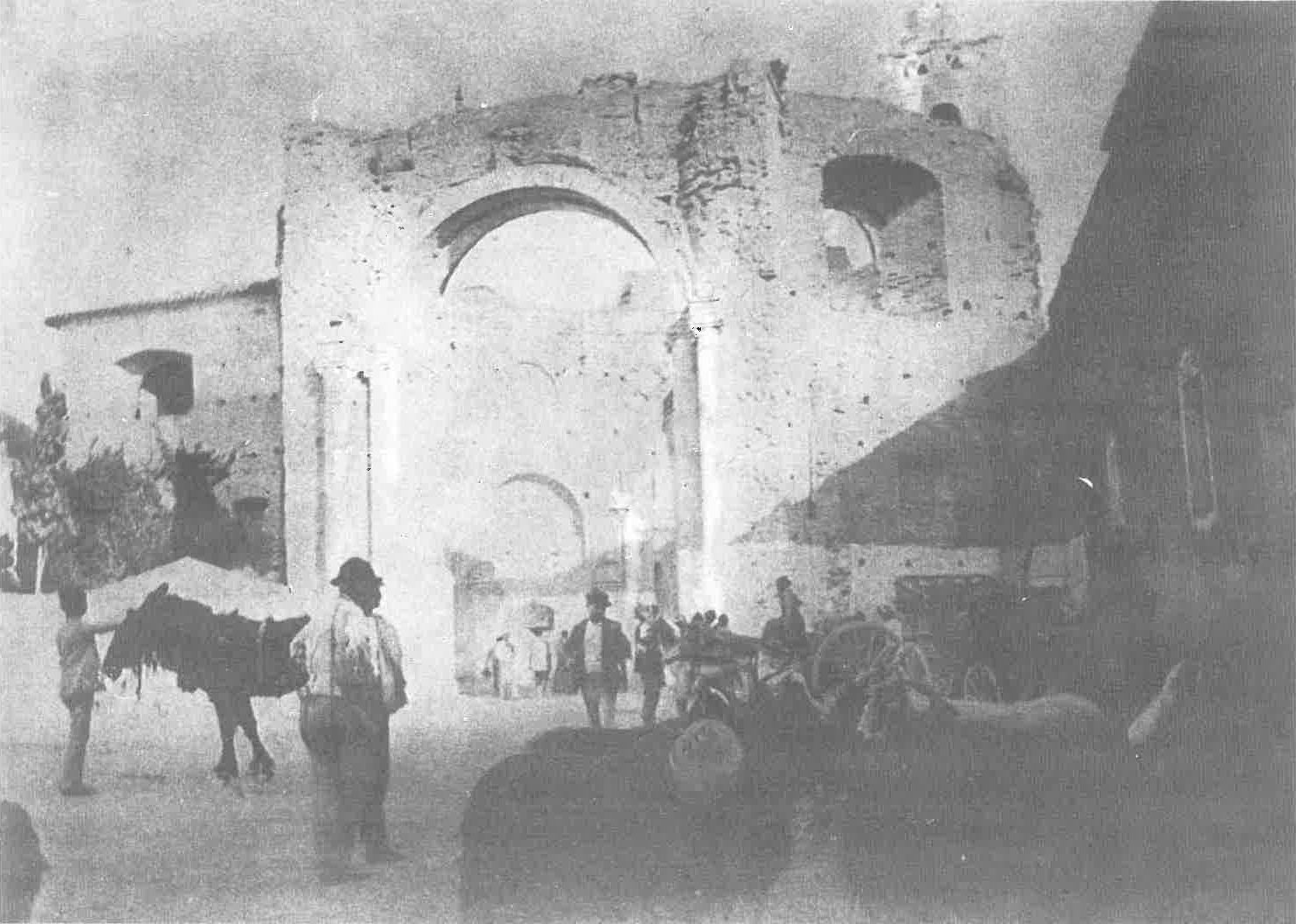
Demolizione dell'ex chiesa di Santa Gerusalemme, lasciando per alcuni anni in piedi l'arco di ingresso, detto popolarmente "Porta Nuova"

Le chiese principali medievali, successivamente ristrutturate nel Settecento, sorgevano in via dei Bastioni, la via principale della cittadella militare, e sul corso Manthoné; oltre a Santa Maria di Gerusalemme, posta a sud dell'ex viale Umberto I (oggi viale D'Annunzio) vi erano la chiesa di San Giacomo e quella del Santo Rosario, unita all'ospedale militare ricavato dall'ex convento francescano, demolito poi negli anni '30, in via dei Bastioni lato piazza Unione. La chiesa di San Giacomo si trovava verso Piazza Unione, affacciata sull'attuale Larghetto dei Frentani, ancora visibile nelle prime fotografie di Pescara del XX secolo, prima della distruzione bellica del 1943, in cui andò persa anche la chiesetta del Rosario. Di interesse era soprattutto la chiesa del Rosario, in stile barocco: la chiesa era a tre navate con una facciata barocca che congiungeva sagrato a tre accessi con il campanile superiore a vela, con tre arcate. In documenti del XVI secolo si fa menzione dell'esistenza di altre chiese pescaresi oggi scomparse, dedicate a San Francesco d'Assisi (con il convento) e a Sant'Agostino, insieme al monastero femminile delle benedettine della Santissima Annunziata. Il convento femminile era stato già soppresso nel Cinquecento e adibito a deposito di sale, mentre nella relazione la chiesa di San Francesco esisteva già nel Medioevo, intitolata a San Lorenzo. Il convento francescano fu soppresso nel 1806 e i locali furono adibiti a caserma, e poi a ufficio telegrafico, e infine definitivamente demoliti alla fine del secolo.

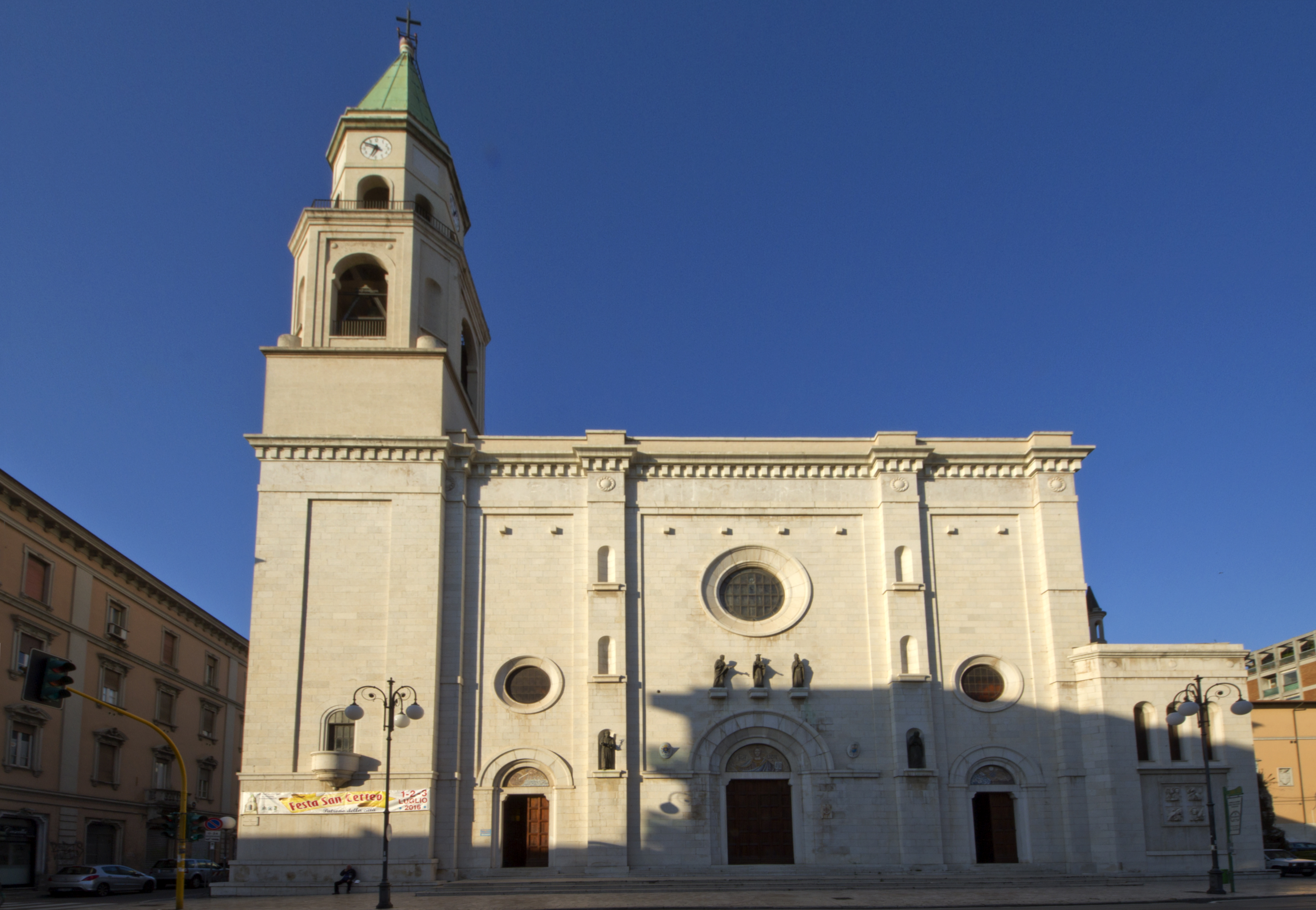
Prospetto della cattedrale di San Cetteo, di stile neoromanico

Nella zona del vecchio ospedale di Pescara, in zona Castellammare-Colli, esisteva il convento di San Giuseppe dei Padri Cappuccini. Nel '700 la comunità era costituita da una dozzina di frati a cui Pescara elargiva una somma annua di 12 ducati. Anche il convento di San Giuseppe fu soppresso nell'800 (1866), anche se i frati vi restarono fino al 1880, salvo poi trasferirsi al Santuario dei Sette Dolori. I Cappuccini toneranno a Pescara solo nel 1941, con la successiva costruzione di un convento accanto alla basilica di Pescara Colli. La chiesa vecchia di San Giuseppe esiste ancora oggi, in via Matera, ma è sconsacrata, ed affiancata dalla nuova parrocchia di San Giuseppe sposo di Maria, edificata negli anni '60 dall'architetto Speranzini.
Dopo le soppressioni piemontesi, a Pescara "Porta Nuova "  Castellammare Adriatico (comuni distinti tra loro fino alla riunificazione nel 1927), esistevano tre chiese parrocchiali: la chiesa di San Cetteo (o del Sacramento), la chiesa dei Sette Dolori ai Colli, e la chiesa del Sacro Cuore (Castellammare), realizzata nel 1886 sulla piazza del Mercato, in sostituzione della cappellina di Sant'Anna, posta nell'attuale viale Giovanni Bovio.

### Decadenza dei conventi (XVII-XIX secolo)
Fino al 1943, tra le principali opere di riorganizzazione delle chiese ci furono: la costruzione del campanile a torre per la chiesa del Sacro Cuore in Castellammare durante il Ventennio fascista (1934), la ricostruzione completa nel 1933-38 della Cattedrale su progetto dell'architetto Bazzani, dato che la vecchia chiesetta di San Cetteo era pericolante, e non bastava più per svolgere le funzioni della nuova città in crescita, la costruzione della nuova chiesa di Sant'Antonio di Padova con il convento dei Minori Osservanti presso la marina, completati ambedue dopo la guerra, in stile pseudo romanico pisano.
Venne realizzata per il nuovo quartiere della Pineta Dannunziana anche una nuova chiesa, dedicata a Maria Stella Maris (1936), in stile neoromanico, mentre vicino a Porta Nuova già dal 1919 veniva progettato il santuario del Cuore Immacolato di Maria, sempre in stile eclettico romanicheggiante, completato però dopo la guerra. Nel 1930 Raffaele Verrocchio concesse i suoi terreni ai Padri Gesuiti per l'edificazione della parrocchia di Cristo Re, realizzata però solo negli anni '70.
I bombardamenti dell'agosto-settembre 1943 causeranno gravi danni alla città vecchia di Pescara, con la perdita, nel bombardamento del 14 settembre, della chiesa del Rosario e di San Giacomo su via dei Bastioni. Una nuova chiesa dedicata all'Adorazione del Sacramento fu rifatta nel 1950 dall'architetto Paride Pozzi, nell'area della vecchia San Giacomo, ma con uno stile completamente diverso. Una chiesa dedicata al Santissimo Rosario verrà eretta pochi anni più tardi nella zona nord di Castellammare, in piazza Duca degli Abruzzi, sempre su progetto del Pozzi.

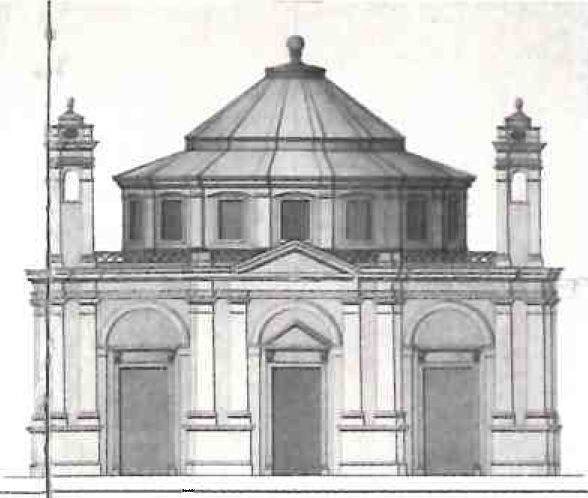
Progetto del 1837 dell'esterno della chiesa di Santa Gerusalemme, compiuto in parte

Occorre notare la presenza dei monasteri religiosi a Portanuova, andati perduti già nel XIX secolo, definitivamente nel Novecento. Pescara vecchia aveva presso le mura, racchiusi nei bastioni della nuova fortezza del XVI secolo, ben 3 conventi: il convento degli Agostiniani presso il bastione Sant'Antonio (viale Orazio), il convento delle Benedettine della Santissima Annunziata voluto dai Celestini, presso l'area del Mercato coperto "Porta Nuova", e il convento di San Lorenzo dei Francescani, che stava alla fine di via dei Bastioni su piazza Unione.
Il convento di Sant'Agostino del XIII secolo (viale Orazio, angolo con Lungaterno sud) fu soppresso nel 1809 circa e trasformato in deposito del sale, già nel 1500 contava solo 2 frati. Ai tempi di D'Annunzio, nelle sue novelle, veniva citato come "case di Sant'Agostino", dato che vi era un sobborgo in zona, ancora in parte visibile  benché manomesso dalla presenza del grattacielo moderno col "Centro Nazareth".
La chiesa di San Francesco inizialmente era dedicata a San Lorenzo, citata nelle liste di proprietà di San Giovanni in Venere e nei documenti della diocesi di Chieti; pare che fosse uno dei primi monasteri francescani dell'Abruzzo, insieme a quello di Chieti, di Penne, di Castelvecchio e Atri. Il monastero fu soppresso nel primo '800 con le leggi napoleoniche, dato che ospitava pochi frati, i locali nel 1819 furono trasformati in caserma, poi ospitarono l'ufficio del telegrafo, fino alla demolizione parziale alla fine dell'800 quando fu deposito del sale della marina, e poi totale negli anni '30, per realizzare la piazza del Panificio, ossia Piazza Unione.
Il monastero benedettino dell'Annunziata sorgeva fuori dall'abitato, ma compreso nelle mura dei bastioni spagnoli (bastione S. Antonio), fu fondato nel XIII secolo dai Padri Celestini nello stesso periodo dell'omonimo monastero con chiesa di Santa Caterina dentro Ortona, ma andato soppresso nel XIX secolo, fu ridotto a deposito del sale, è ancora visibile in alcune fotografie storiche come un modesto edificio civile visibile da via dei Bastioni sud-ovest, dopo l'incrocio con viale D'Annunzio, e poi definitivamente distrutto negli anni '60 per l'edificazione del mercato coperto, in via Aprutini.

### Dopo la guerra

Interno della parrocchia di Sant'Andrea (1962)

Dopo i gravissimi bombardamenti alleati del 31 agosto e del 14 settembre 1943, continuati però sino a dicembre, e dopo le varie razzie tedesche, si ricordano le campane trafugate per fonderle in armi, Pescara tornò alla normalità, con la ricostruzione. La ricostruzione però interessò in parte gli edifici storici, come la Cattedrale, la ricostruzione della torre littoria del Palazzo civico, ma altre strutture, come il vicino Ponte Littorio, rifatto col nome di Ponte Risorgimento, non riebbero l'antico aspetto, e stessa cosa può dirsi del quartiere Pescara vecchia, le chiese di San Giacomo e del Rosario non vennero rifatte nel luogo in cui erano, ma sopra l'area di San Giacomo venne ricostruita in stile vagamente razionalista la nuova chiesa del Santissimo Sacramento o dell'Adorazione, negli anni '40 fu completato il santuario del Cuore Immacolato di Maria in stile eclettico, tendente al romanico, così come nella zona Castellammare veniva completato il convento di Sant'Antonio di Padova dei Minori Osservanti, in stile eclettico tendente al romanico toscano pisano.
Le nuove chiese realizzate dagli anni '60 in poi furono la parrocchia di Sant'Andrea, patrono dei pescatori del vicino Borgo Marino, a pianta centrale circolare con la cupola a cuspide, nei pressi della Stazione Centrale nel 1962 la parrocchia dello Spirito Santo con il monastero dei Francescani e la Curia Arcivescovile di Pescara, in stile post romanico abruzzese, su progetto dello Speranzini, poi ancora negli anni '50 nella Marina Nord la parrocchia della Beata Vergine del Rosario in piazza Duca degli Abruzzi, e negli anni '70-2000 le nuove parrocchie di San Luigi Gonzaga presso la Pineta, di San Pietro del Mare nel 2005, presso il lungomare Matteotti, nell'area dell'ex teatro Pomponi, demolito nel 1962, la parrocchia di San Paolo nel quartiere Zanni, al confine con Montesilvano, ecc..

## Le chiese storiche scomparse
La chiesa del Santissimo Sacramento (o San Cetteo)

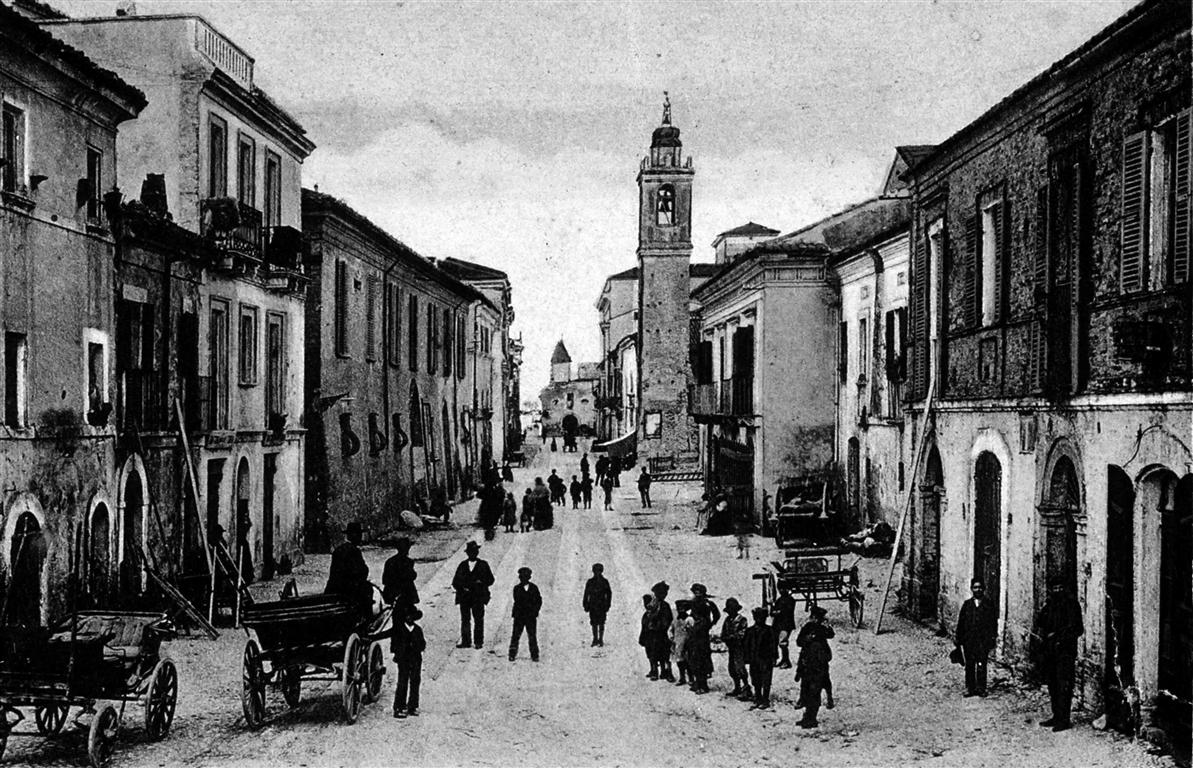
Incrocio di via dei Bastioni col viale Umberto I (oggi viale G. D'Annunzio): in vista l'ex chiesa del Santissimo Sacramento, abbattuta e sostituita dall'attuale Cattedrale di San Cetteo

La chiesa di San Cetteo ospitava la parrocchia dedicata al santo patrono amiternino, da almeno il XVII secolo. Era una piccola struttura posta tra la piazza municipale e il viale Umberto I (oggi viale G. D'Annunzio), con il corpo nell'asse di via dei Bastioni, come la nuova cattedrale, ma con la facciata rivolta non sulla strada di viale D'Annunzio. Viene descritta, in una relazione della visita pastorale dell'arcivescovo di Chieti del 1841, di forma irregolare, non conforme a qualsiasi ordine architettonico e priva di abbellimenti rilevanti all'esterno, se non il portale in stile classico rinascimentale. Il campanile era a torre, con cuspide conica, modificata nel primo '900 in cuspide cipollinea, per poi essere abbattuta insieme a gran parte della torre, perché pericolante. La facciata aveva il portale in stile classico e due piccoli rosoni circolari; l'interno era a due navate irregolari, con otto finestre laterali per le luci. Il portale corrispondeva alla navata di destra, v'erano un piccolo organo, il pulpito in gesso, otto altari e una piccola cappella dedicata a San Cetteo. Le due navate erano divise da cinque arcate, quella di destra era più piccola. La chiesa fu descritta nelle Novelle della Pescara (1902) da Gabriele D'Annunzio, nel racconto de "La vergine Orsola", accennando ai pilastri, ai lacerti di mosaici e all'ambone decorato con motivi vegetali.
Si presume che la chiesa fosse stata edificata nel XIII secolo sopra l'antica chiesa di Santa Maria di Gerusalemme, i cui ruderi dell'arco rimasto sono stati scavati su viale D'Annunzio, all'altezza del sagrato della cattedrale; infatti chiamato "Porta Nuova" per la presenza degli altri ingressi della fortezza spagnola.
Lo scrittore Gabriele D'Annunzio in una lettera del 15 dicembre 1929 al parroco, lamentava il cattivo stato della chiesa del Sacramento, dato che da due anni Pescara era diventata capoluogo di provincia, e chiedeva che le spoglie della madre Luisa venissero traslate nella parrocchia. Il rilevamento del Genio Civile di Pescara constatò il cattivo stato della chiesa e si propose la demolizione per una nuova struttura centrale religiosa per la nuova città. Nel 1930 fu abbattuto il campanile pericolante. Il 12 aprile 1933 don Brandano, parroco della chiesa, comunicava per lettera con D'Annunzio di un futuro rifacimento della chiesa; il progetto fu affidato a Cesare Bazzani, che concordò con D'Annunzio un tempio in stile romanico abruzzese; il nuovo tempio sorse sopra la chiesa vecchia.
Chiesa di Santa Maria di Gerusalemme
La chiesa era detta impropriamente "duomo" in quanto era quella più grande della cittadella, tra quelle di San Giacomo e del Santissimo Rosario, sorgeva presso l'attuale via D'Annunzio, nel primo Novecento chiamata via Umberto I. Dai reperti archeologici delle colonne della chiesa di Santa Gerusalemme sul viale Gabriele D’Annunzio, nonché dagli atti, si comprende che, sempre seguendo una leggenda circa nel VI secolo d.C., riportata da Girolamo Nicolino, esisteva una sinagoga nella zona di Porta Nuova, condivisa da ebrei con i cristiani per le preghiere. Una sollevazione popolare contro gli ebrei, alle'poca del potere del conte Trasmondo I di Chieti (IX sec) vide come esito la trasformazione della sinagoga in chiesa cristiana dedicata a Santa Maria di Gerusalemme. Infatti secondo gli atti e la leggenda gli ebrei avevano oltraggiato un'icona cristiana raffigurante Gesù, scatenando la rivolta popolare, tale icona poi sarebbe stata recuperata da Trasmondo e conservata nel castello di Septe a Mozzagrogna (CH), così chiamato proprio per la presenza di sette reliquie della cristianità, oggi perdute. Secondo alcuni archeologici, tra cui Andrea Staffa, la chiesa data la sua conformazione circolare visibile sino al 1892, quando fu demolita, doveva essere tratta da un piccolo anfiteatro romano, oppure da un tempietto votivo romano. La chiesa cadde in abbandono nel XIII secolo.
Fu ricostruita nel 1783 grazie all'architetto Giovanni Fontana per 2700 ducati, a impianto circolare. La chiesa era dotata di cupola, crollata pochi anni dopo per un collasso dei sei pilastri di sostegno. Per i soldi si attinse alle rendite della badia di Santa Maria de Mejulano di Corropoli. Nel 1798 i lavori furono sospesi per la guerra tra borbonici e francesi; la chiesa rimase in grave stato di abbandono fino al 1837, con molte parti del tetto scoperchiate, quando successivamente il parroco Settimio de Marinis si prese l'impegno della ricostruzione. Nel 1845 il progetto fu affidato all'ingegnere Giovanni Gazzella di Chieti, ma nel 1857 la sede parrocchiale fu trasferita nella vicina chiesa del Sacramento, e anche se il provvedimento era provvisorio, tale chiesa assunse fino alla sua demolizione le funzioni parrocchiali di Porta Nuova. Un nuovo progetto di ricostruzione di una grande chiesa per Pescara fu proposto dopo il 1860 dall'abate Giuseppe Corazzini, finanziato dal governo borbonico, ma dopo la caduta di Francesco II delle Due Sicilie, non se ne fece nulla. La chiesa di Santa Gerusalemme a pianta centrale, in grave stato di abbandono, venne semi-demolita nel 1892 e accorpata alla parrocchiadi San Cetteo, che le sorgeva accanto, affacciata su via dei Bastioni e piazza Garibaldi. Alcune fotografie e incisioni del tardo Ottocento ancora la mostrano nella struttura originaria, si conservava anche la torre campanaria con l'orologio, che era posta accanto al campanile della chiesa del Sacramento, ed era collegata alla cosiddetta "porta nuova", cioè l'arco di ingresso a questa chiesa che fu lasciato in piedi dopo la distruzione, che si apriva tra viale Umberto I (ossia viale D'Annunzio) e l'incrocio in piazza con via dei Bastioni. Nel 1902 furono demoliti, per allargare la strada del viale, sia la torre che l'arco, ma rimase il toponimo caratterizzante di questa parte storica di Pescara "Portanuova". Furono costruiti in loco vari edifici compreso il palazzo Michetti con l'ex teatro comunale.
Chiesa del Santissimo Rosario
Si trovava lungo via dei Bastioni, accanto alla chiesa di San Giacomo, è da ricordare perché nel 1863 vi fu battezzato D'Annunzio; aveva pianta rettangolare di 16x3 metri, divisa in tre navate ovali. Aveva tre portali ognuno dei quali corrispondente a una navata; non aveva cupola e neanche arcate regolari. La divisione era data da quattro pilastri, aveva un organo ligneo, anche se mal conservato al tempo della relazione, aveva pavimento in mattoni, tre altari, e il campanile a vela fuso con la facciata, con tre arcate e due campane. Era collegata  a un ex monastero,  collegato  a sua  volta  alla vecchia  chiesa  di  San Cetteo. Fu distrutta dai bombardamenti del 14 settembre 1943, e non ricostruita, nell'area dove stava vi sorge un edificio moderno.

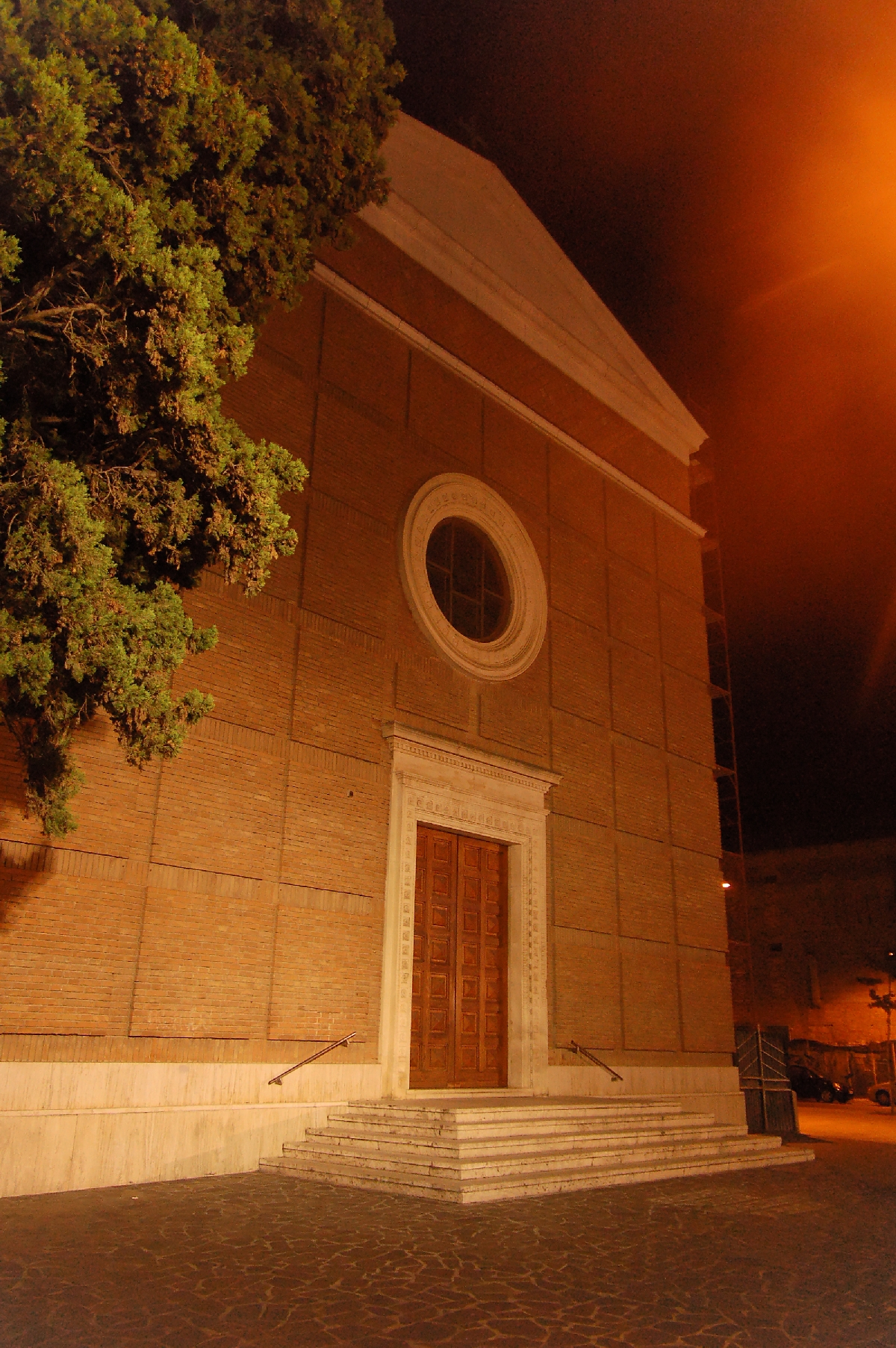
Facciata della chiesa dell'Adorazione, largo dei Frentani

Chiesa di San Giacomo degli Spagnoli
La chiesa di San Giacomo era l'ultima di via dei Bastioni, dirigendosi verso la piazza del Ponte (oggi Piazza Unione). Così chiamata perché edificata nel XVII secolo dai militari e i fedeli spagnoli che colonizzarono Pescara, durante la costruzione della fortezza, aveva nei pressi il grande bastione omonimo della fortezza, che occupava l'attuale area dell'ex piazza XX Settembre, oggi piazza Emilio Alessandrini. Era pianta rettangolare in stile tardo barocco settecentesco. La facciata era divisa da una cornice marcapiano in due settori con tre aperture tamponate alla base per i portali, sormontati in asse da altre aperture per le finestre. Il campanile laterale era una torre rettangolare che terminava originalmente con cuspide conica, successivamente negli anni '30 accomodata a pianta quadrata per ospitare la cella dell'orologio. La chiesa fu distrutta nel 1943 e non ricostruita, ma fu sostituita dall'attuale chiesa dell'Adorazione. In una descrizione del 1741, viene disegnato l'arredo interno: una nave coperta a lamia tutta stuccata, sostenuta da due pilastri con archi; in testa v'è l'altare maggiore isolato, con tabernacolo indorato per riporre il Santissimo Sacramento, e dentro v'è il coro con il quadro di San Giacomo. A destra e sinistra ci sono sei altari con immagini sacre in stucco, il primo con il quadro della Madonna della Buonaria, il secondo con la statua di Sant'Antonio, il terzo con l'immagine del Crocifisso, il quarto con la Madonna della Concezione, il quinto di San Francesco Saverio e il sesto con la statua di Santa Barbara, simile a una nicchia.
Ex chiesa di Sant'Agostinoera la chiesa più meridionale della porzione sud-ovest, all'incrocio del viale Orazio con il Lungoaterno Sud, presso l'ex bastione Sant'Antonio della fortezza. Non si hanno molte notizie del convento degli Agostiniani, fondato nel XIV secolo presumibilmente, e dipendente dal monastero di Chieti. La chiesa è stata sconsacrata con le soppressioni napoleoniche dell'inizio Ottocento: la chiesa vera e propria oggi non esiste più, occupata da altre case, e rimane l'edificio dell'ex convento, adibito a residenza. Ha pianta quadrangolare, anche se è tagliata a metà per via delle demolizioni, e non presenta ormai più nulla di rilevante al livello artistico, se non l'aspetto di una casa borghese di metà Ottocento. L'edificio si trova tra via Orazio e via Lago di Scanno. Coevo al convento si trovava il monastero delle Benedettine femmine, nella zona di via degli Aprutini, completamente invasa da costruzioni moderne.
Ex convento di San Francescoera il principale edificio monastico di Pescara, oggi trasformato in residenza civile tardo ottocentesca, situata tra corso Manthoné e Largo dei Frentani, a Pescara vecchia. Il monastero di San Francesco fu fondato nel XIII secolo circa, si presume sull'antica chiesa di San Lorenzo, insieme al monastero delle Benedettine dell'Annunziata e a Sant'Agostino. Il monastero delle Benedettine nell'800 fu trasformato in deposito di sale, poiché vi erano rimaste solo 2 monache. Anche San Francesco nel primo '800 venne soppresso (1819), trasformato in caserma, poi ufficio del telegrafo, e alla fine del secolo l'edificio venne ampiamente trasformato in residenza, con numerose demolizioni, perdendo definitivamente l'aspetto originale.
Monastero di Maria SS. Annunziata delle Benedettine
Il monastero di Maria SS. Annunziata delle Benedettine fu fondato nei primi anni del XIII secolo, quando vigeva la regola di Celestino V, e dopo la soppressione nel primo Ottocento, cadde in degrado, poi nella metà del Novecento, con l'espansione edilizia del rione Porta Nuova, vi venne edificato sopra il Mercato Coperto.
Vecchia chiesa di San Giuseppe dei Cappuccinisi trova nella parte ovest della città, nel rione dell'Ospedale. Era la chiesa dei Padri Cappuccini, fondata nel 1631, e ospitava il primo ospedale dei pellegrini e dei civili di Pescara. Nei primi del Settecento la comunità era composta da 12 frati, ridotti a 2 nel 1808. Il convento fu soppresso nel 1866, acquisito dal Comune per ospitarvi l'ospedale civile, mentre una porzione rimase ai monaci, fino alla definitiva cacciata nel 1880. In vista dei rapporti dei Cappuccini con la cappella dei Sette Dolori ai Colli di Pescara, come dimostra un atto del 1665 dei capifamiglia della villa di Castellammare per il quantitativo di grano della chiesa, i Cappuccini stessi a Pescara torneranno solo nel 1941, installandosi nel santuario della Madonna dei Sette Dolori. Negli anni '50 venne costruita la nuova parrocchia di San Giuseppe sposo dall'architetto Speranzini, a pianta circolare leggermente ellittica, posta a fianco la chiesa superstite, oggi sconsacrata. Dalla facciata quadrata si legge chiaramente che la chiesa aveva, almeno all'esterno un aspetto tardo romanico col portale ad arco semicircolare con lunetta.

## Circoscrizione Castellammare
Chiesa del Sacro Cuore di Gesù

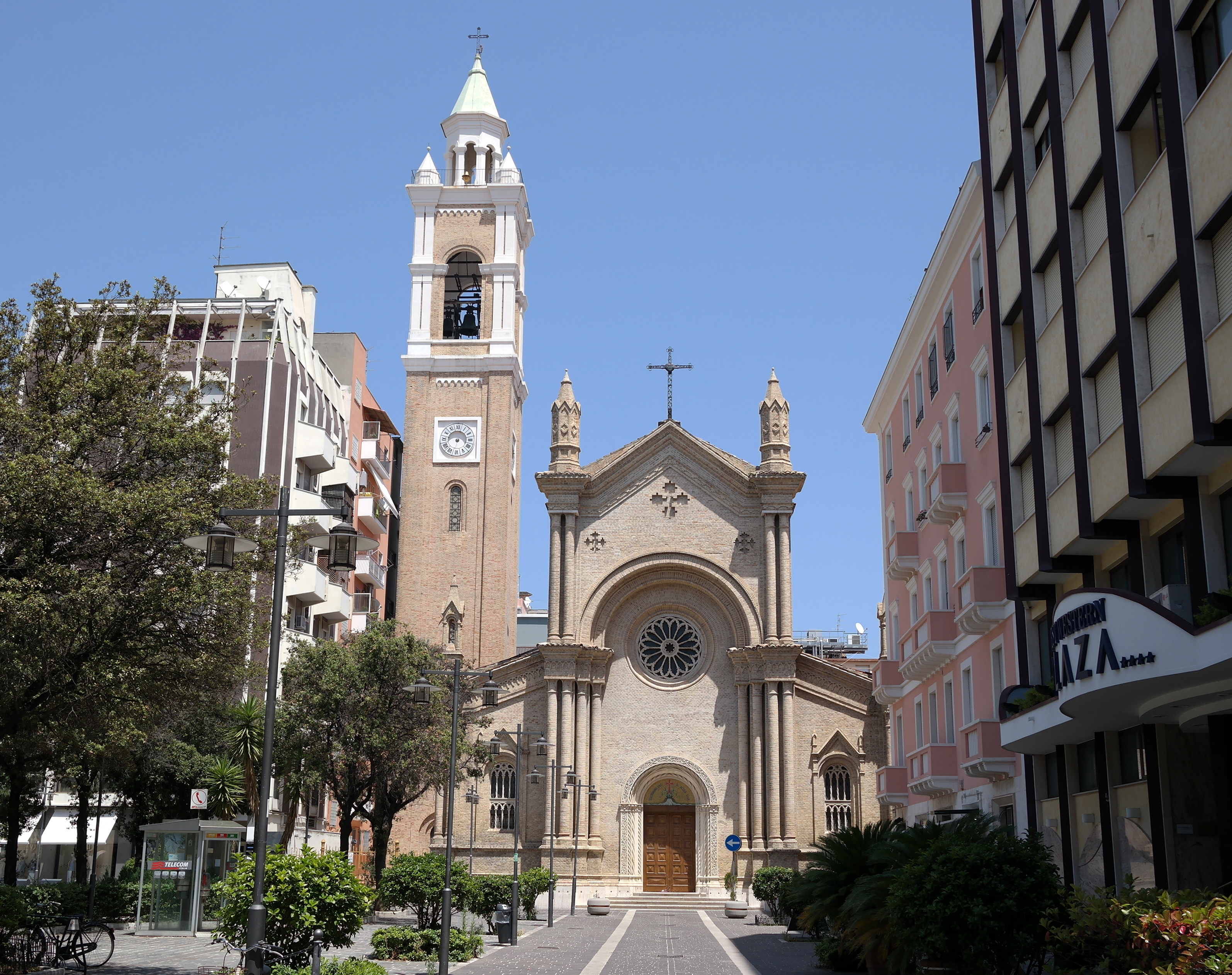
Chiesa del Sacro Cuore

Fu iniziata nel 1886 nell'allora comune di Castellammare, e sorge su uno slargo di corso Umberto I, al posto della chiesa di Sant'Anna. La chiesetta (che si trova in viale Giovanni Bovio), era la cappella della Fornace Muzii, e non era sufficiente ad ospitare i fedeli sempre più in aumento, nella cittadina castellamarese in via di sviluppo edilizio, così si scelse l'area del vecchio mercato pubblico a ridosso della stazione ferroviaria, compresa dal viale Umberto I e piazza Vittorio Emanuele II (oggi piazza Sacro Cuore).

L'interno

Ha uno stile neoromanico, presentando un prospetto principale caratterizzato dal rivestimento in mattoni a faccia vista. Un grande rosone raggiato sormonta il bel portale centrale strombato, decorato nella lunetta da mosaico dorato, accostato da due finestre ad arcate oblunghe, incorniciate da ghimberghe. La facciata in stile neoromanico tripartita da paraste composte da più colonne (terminanti in cuspidi) con rosone centrale e il portale impreziosito da un mosaico dorato. Il rosone è circondato da un semicerchio di costoloni che terminano ai lati in colonne con capitelli. Il campanile, una torre in mattoni rossi con grande cuspide verde in cima, si staglia sul fianco a sinistra e fu eretto in epoca fascista. L'interno è a tre navate con trabeazione e volte a crociera. L'abside è semicircolare con un altare moderno ornato da un pannello in cemento raffigurante Cristo benedicente.  Nel 2016 la chiesa è stata elevata a "Santuario del Divino Amore".
Chiesa dello Spirito Santo
Si trova tra il Corso Vittorio Emanuele II e la stazione Centrale. Fu aperta al culto il 20 settembre 1962, e progettata dall'architetto Marcello Piacentini. La chiesa è stata realizzata in una rivisitazione moderna del romanico abruzzese. La facciata richiama le antiche abbazie della Maiella, a coronamento orizzontale con portale centrale di accesso, e un grande rosone centrale con la colomba dello Spirito Santo. La facciata è divisa in due parti da cornicione; sul portale centrale un archivolto in travertino sovrasta l'entrata. Al di sopra dei due portali laterali ci sono due stemmi vescovili in ceramica.
La pianta interva è divisa in tre navate da grandi pilastri quadrangolari in marmo rosso francese. La navata centrale è più ampia delle altre, e termina con una gradinata che conduce al presbiterio. Sulle pareti laterali si affacciano due piccoli balconcini con balaustra lignea; l'altare è illuminato da un fascio di luce proveniente da un'apertura circolare, ricavata dalla copertura piana e dalle sette vetrate della sommità. L'illuminazione policroma avviene grazie a dieci vetrate istoriate che caratterizzano la pareti laterali.
Chiesa della Beata Vergine Maria del Rosario
Fu costruita in sostituzione della vecchia chiesa del Rosario lungo via dei Bastioni, distrutta nel 1943. Nel 1951 il Monsignor Benedetto Falcucci volle far costruire nella zona nord della città in espansione una prima cappella dedicata alla Vergine del Rosario (piazza Duca degli Abruzzi). Successivamente la chiesa vera e propria fu costruita dall'architetto Goffredo Triboletti, e inaugurata nel 1957. L'edificio rispetta ancora i canoni classici della chiesa a pianta rettangolare. Nel 1987 è stato completato il campanile.
L'imponente facciata appare divisa in più parti con una schematizzazione delle volumetrie: il volume d'ingresso, accessibile da una gradinata, è caratterizzato da tre portali che delimitano in altezza un primo rivestimento in blocchi di pietra rettangolari. La parte superiore della facciata arretra rispetto al volume di ingresso, riproducendo la suddivisione interna a tre navate. Essa è caratterizzata da una parte centrale di notevoli dimensioni, chiusa da una copertura a due falde e rivestita da mattoni rossi intervallati da fasce di pietra bianca; tra queste si aprono strette vetrate policrome. Lateralmente i volumi delle due navate minori appaiono più bassi, con una copertura piana e un rivestimento in mattoni,. disposti in modo da riprodurre una facciata in cassettoni. Il campanile è a torre, svettante, e contiene ben 9 campane. La pianta interna è a tre navate divise in tre campate. Il presbiterio trapezoidale è preceduto da una gradinata e da quattro arcate, che si staccano gradatamente dalle pareti laterali. Sulle pareti si aprono tre ampie vetrate intarsiate, rappresentanti i misteri del Santo Rosario. Alla base della copertura in corrispondenza delle campate si aprono due finestre; l'ingresso è sormontato dalla cantoria con balaustra decorata da mosaico.
Chiesa di Sant'Andrea Apostolo

Chiesa di Sant'Andrea

Chiesa dedicata al secondo santo principale di Pescara: Sant'Andrea, costruita nella zona di Marina Nord, in una traversa di Piazza Italia, presso il vecchio rione del Borgo Marino, nel cuore delle principali sedi amministrative del Municipio e della Prefettura Provinciale. Consacrata nel 1962 ad opera dell'architetto Eugenio Maria Rossi, la struttura si compone di otto pilastri in cemento armato disposti a formare una pianta centrale ottagonale, direzionata dall'abside e dall'ingresso estradosso. Esternamente i pilastri salgono fino a convergere nel punto in cui s'innesta un'esile guglia, trasformandosi in otto costoloni. L'esterno è di colore grigio chiaro, diviso dai pilastri, caratterizzato all'ingresso da un pronao rialzato da due gradini. Questo presenta una copertura prismaidale sorretta da due pilastri quadrati. Ai lati vi sono due piccoli volumi caratterizzati da una fascia sottile di finestre. La facciata si chiude con una cupola, composta da spicchi. L'interno si compone di un ambiente centrale, con due cappelle laterali e il battistero. La parte presbiteriale è rialzata da una piccola gradinata, con chiusura a due falde, e un timpano dipinto. La chiesa è nota per la festa dell'Apostolo che si svolge a luglio, con la navigazione della statua in mare.
Chiesa di San Pietro Apostolo, o "chiesa del Mare"

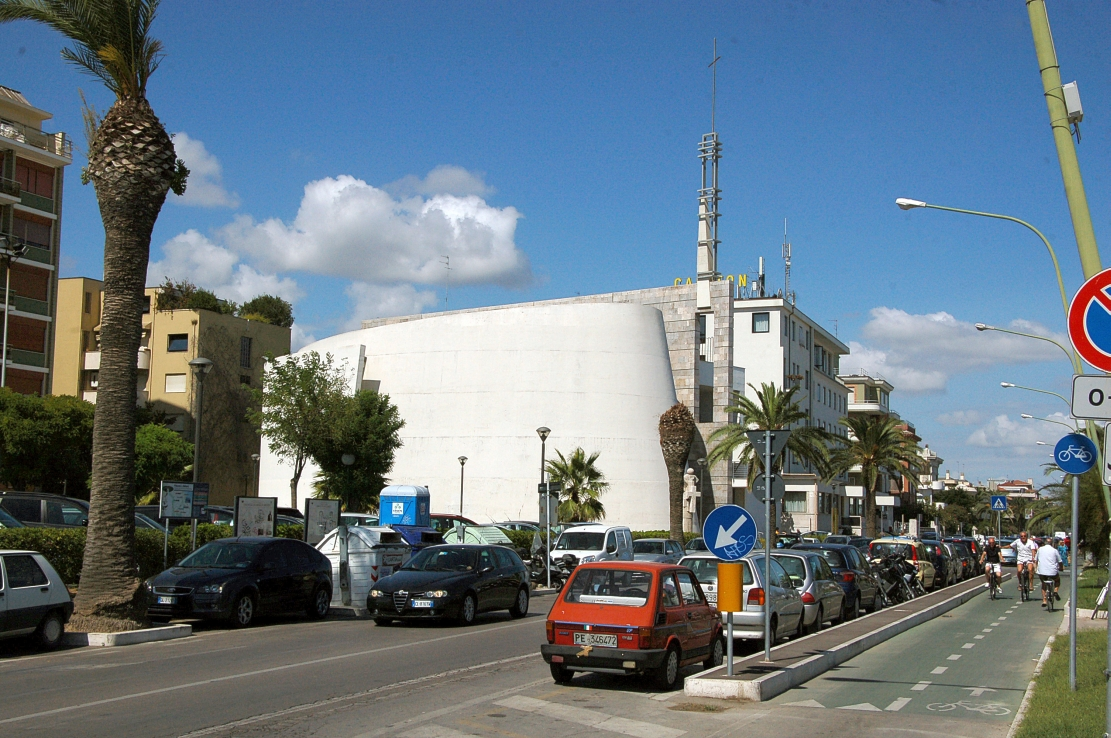
Chiesa di San Pietro

Costruita dall'architetto Guido Crescenzi nel 2005 sull'area dell'ex teatro Pomponi, in Piazza I Maggio, la chiesa ha una forma ellittica irregolare, che ricorda una nave. L'asse della costruzione è rivolto verso oriente, mentre l'ingresso verso occidente. La facciata è caratterizzata da un ponticello che conduce al sagrato, attraversando uno strato d'acqua. L'interno è caratterizzato da un uso differente dei materiali, che contribuiscono a dare i caratteri tipici di una struttura navale. In corrispondenza della parete laterale destra s'innalzano pilastri d'acciaio, a sostegno della copertura lignea, con costoloni arcuati. La parete sinistra è rivestita da lastre di marmo scuro, suddivisa in tre livelli da ampie aperture. La bianca parete dell'abside semicircolare è illuminata da un oculo vetrato, il quale scende in corrispondenza dell'altare. A sinistra c'è una vetrata policroma triangolare, che illumina principalmente la chiesa.
Chiesa convento di Sant'Antonio di Padova
La chiesa fu iniziata nel 1930 nella zona di Castellammare nord, grazie a un terreno concesso dalla famiglia Verrocchio, e terminata nel 1949. Il complesso consta di una chiesa e un convento. L'edificio mescola vari stili come il romanico pisano e il neogotico per l'interno; la facciata a salienti è tripartita da paraste, decorata alla base da tre portali a tutto sesto, dei quali il centrale è più grande, con una lunetta mosaicata. Il disegno mostra su sfondo dorato Cristo tra la Madonna e Sant'Antonio; ciascun portale è sormontato da una stretta finestra, il centrale da una nicchia con la statua del santo dedicatario, e ancora più in alto da un ordine di tre monofore a tutto sesto con una croce greca in cima. L'architrave della facciata è ornata alla maniera romanica da un loggiato di nicchie cieche a serie. L'interno concilia elementi romaici e neogotici. Ha tre navate scandite da pilastri a mattoni faccia vista poliformi, e arcate a sesto acuto; sulle pareti si trovano diverse nicchie con statue di santi. Il presbiterio è preceduto da un monumentale arco di trionfo decorato dal dipinto di Sant'Antonio in Paradiso tra santi, mentre sulle altre due navate si trovano dei falsi matronei. Presso il presbiterio si trova l'abside semicircolare riccamente dipinta in spicchi, con figure di santi e finestre in stile goticheggiante, policrome e istoriate. Al centro si trova una tela del santo dedicatario.
Chiesa di Maria Santissima del Carmine
La chiesa è stata recentemente restaurata ma non è possibile accedervi. Si trova nella zona di via Caduta del Forte, compresa tra i bastioni San Francesco e San Vitale, precisamente in via Pesaro; fu la chiesa dei soldati della fortezza borbonica pescarese, ed era citata nelle relazioni vescovili come "Ecclesiae villae Rampinae intus Fortellicium Piscariae", poiché cappella di Villa Rampina. Fino al 1665, con la costruzione della chiesa dei Sette Dolori, era la chiesa principale del primitivo abitato di Castellammare. Al suo interno nella parete di fondo era situato un altorilievo in gesso del 1600 raffigurante la Vergine del Carmelo che tiene il Bambino. Successivamente sconsacrata, la chiesa conserva tuttora il suo aspetto originale, dopo un restauro del 1997, ed è a navata unica, con tratti artistici ancora visibili presso l'interno.
La facciata principale era circoscritta da una cornice aggettante, che proseguiva verso il basso, con andamento spezzato e angolare, lungo tutto il perimetro della parete. La volta rilevava un ordito sottile di riquadri in stucco arricchiti da motivi fitomorfi, in stile compendiario. Nel tempo la chiesa fu usata per i militari, fino a perdere dopo il 1806 la sua funzione religiosa. Divenne magazzino della Scuola di Polizia, e nel 1997 il Provveditorato per le Opere Pubbliche d'Abruzzo ne decise il restauro. Fu isolata la pavimentazione interna dal sottostante terreno con un vespaio aerato, utilizzando elementi plastici, che formano una struttura portante, al di sopra di cui è stata predisposta una soletta in cemento armato per creare la pavimentazione. Analogo intervento è stato realizzato per il perimetro esterno, per evitare il salire dell'umidità dal fiume. Le pareti esterne in passato scalcinate sono state trattate in intonaco, le tinteggiature interne sono state eseguite in tricromia con pittura abase di latte di calce su pareti, cornicioni, lesene e festoni.
Chiesetta di Sant'Anna
La piccola chiesa era la parrocchia dell'ex comune di Castellammare, eretta da Michele Muzii nella metà del XIX secolo come cappella della villa familiare. La chiesa è sempre rimasta una piccola cappella, suffragata alla nuova parrocchia del Sacro Cuore, eretta alla fine dell'800, addossata al palazzo signorile. Nel corso degli anni è stato aperto il moderno viale Giovanni Bovio, ostruendo l'accesso originario alla piccola cappella, ingabbiata tra abitazioni moderne. Oltre al palazzo, dirimpetto alla chiesetta c'era un arco con orologio, che scandiva il tempo di lavoro adiacente all'ex fabbrica di liquirizia e nella fornace Muzii. La chiesa ha un impianto rettangolare con la facciata neoclassica, scandita da coppie di paraste ioniche, con il portale centrale architravato a timpano triangolare. Due piccoli campanili gemelli completano la sommità.
Chiesa di Santa Caterina da Siena
Nella zona della Marina Nord, è di costruzione moderna, edificata tra il 1966 e il '68 su progetto dell'architetto Speranzini. All'interno è visibile la struttura portante in cemento armato non intonacato, composta da una doppia serie di pilastri collegati da travi. La pianta rettangolare è composta da una parete centrale, delimitata da pilastri di notevole altezza, che sorreggono una copertura ellittica suddivisa in 12 spicchi a due falde. Dalla facciata rettangolare, rivestita da mattoncini in cotto, svetta il volume dell'aula centrale rivestito in mattoncini rossi.
Chiesa di San Paolo Apostolo
Situa nel quartiere Zanni, fu costruita nel 1986 da Paolo Dabbeni; ha facciata orizzontale, sottolineata da tre fasce in bronzo gradonate, che nascondono due serie di finestre a nastro. Al centro si apre il portale circondato da lunghi tagli verticali di vetro, a gradoni. Sui prospetti laterali, con rivestimento in graniglia, si sviluppano quattro torri campanarie; altre due torri sono disposte presso l'abside in modo da far assumere alla chiesa connotazioni orientaleggianti. Distaccata dalla facciata in posizione antistante si trova il campanile maggiore a pianta esagonale, che presenta il medesimo rivestimento delle altre torri.
All'interno la chiesa ha navata unica, e riproduce lo stesso motivo dell'esterno. Infatti le pareti laterali si spezzano in corrispondenza delle torri, allargandosi gradatamente verso l'altare. La zona presbiteriale è rialzata da una piccola gradinata, la quale riproduce la forma dei gradoni esterni. Alle spalle dell'altare c'è un'abside semicircolare con il coro ligneo. Sul lato destra si apre una piccola cappella feriale, mentre alla destra del portale di accesso c'è un fonte battesimale, interamente rivestito di marmo. L'aula è illuminata da varie finestre a nastro, che si aprono sulla copertura delle pareti.
Chiesa di Gesù Buon Pastore
Si trova nella zona nord, lungo viale Giovanni Bovio. Fu costruita per volere delle religiose Suore Ravasco nel 1973, inaugurata con celebrazione del Monsignor Antonio Iannucci l'8 dicembre 1975. Il parroco don Giorgio Wegelin nel 1992 fece sistemare l'esterno e l'altare in marmo, aggiungendo un mosaico nella parete centrale, con incastonato un tabernacolo ricoperto di foglia d'oro, all'interno in oro zecchino, incorniciato da simboli eucaristici. AI lati dell'altare spiccano due quadri in olio su legno, raffiguranti Cristo Buon Pastore - Sacra Famiglia, dipinti da Marisa De Aloisio. Sopra il tabernacolo si staglia un Crocifisso che occupa metà della parete.
Chiesa di Gesù Bambino
Al confine con Montesilvano, è stata realizzata nel 1993 ad opera dell'architetto Gaetano Colleluori. La chiesa con struttura in cemento armato è dominata nella facciata da un originale utilizzo delle linee curve: la torre campanaria è posta in posizione avanzata, collegata alla facciata da una parete curva, che degrada verso il piccolo portico di accesso. Quest'ultimo è addossato ad una parete curvilinea e caratterizzata da una serie di monofore. Internamente la chiesa ha pianta quadrata ad aula unica.
Altre
- Chiesa della Visitazione della Beata Vergine Maria
- Chiesa della Beata Vergine Maria Regina della Pace

## Circoscrizione Colli
Basilica della Madonna dei sette dolori

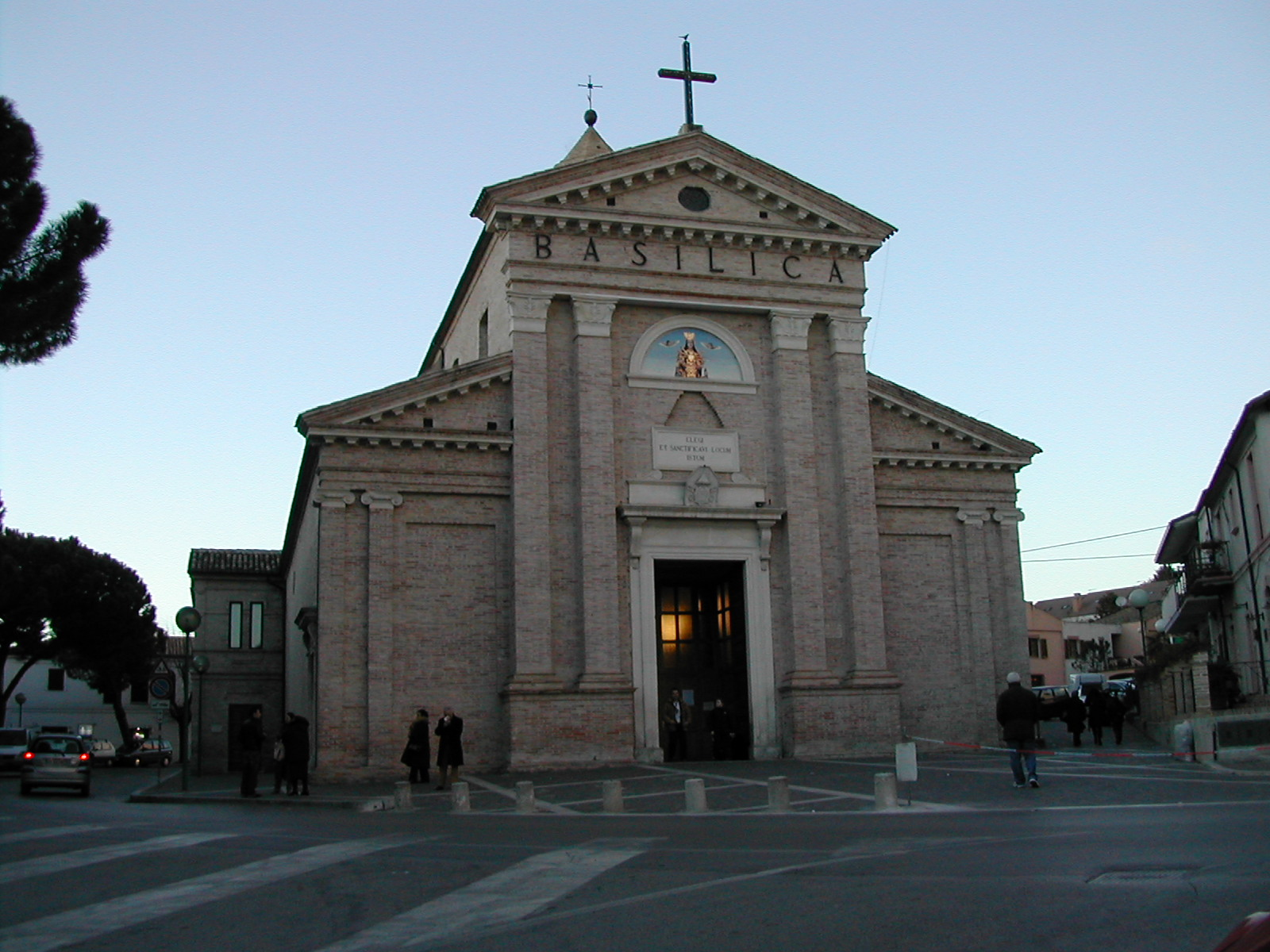
Basilica dei Sette Dolori

Si trova nel rione Colli ed è oggi la chiesa storica più interessante di Pescara, risalente al XVII secolo. La sua edificazione è dovuta a un evento miracoloso avvenuto nelle campagne di Pescara nel XVI secolo. La Madonna apparve a un contadino con sette spade conficcate nel cuore (i Sette Dolori) e da allora si iniziò a venerare in quelle parti la Vergine, dapprima con l'edificazione di una piccola cappella, e poi con l'arrivo di ordini religiosi, di una chiesa più grande. La chiesa fu consacrata il 26 novembre 1665 dal vescovo di Penne Raffaele Esuberanzo, e negli anni a seguire venne ampliata visti i fedeli sempre più numerosi. Il nuovo santuario fu consacrato nel 1757 dal vescovo di Penne Monsignor Gennaro Fezzelli. Nel 1888 fu completato il campanile a torre.
La chiesa ha pianta basilicale a pianta rettangolare con transetto sporgente, e abside semicircolare. La facciata è delimitata da un ordine di doppie lesene corinzie e da un timpano triangolare, accanto alle quali si dispongono due ali più basse, determinate dai medesimi elementi decorativi. Alla tripartizione del prospetto corrisponde l'andamento longitudinale delle tre navate interne, ritmate da una volta a pilastri cruciformi, destinati a sorreggere archi a tutto sesto. L'illuminazione proviene da vetrate policrome. Un monumentale arco di trionfo conduce al presbiterio, legata all'abside, illuminata da finestre istoriate con santi. Nei pressi della basilica si trovano due fontane di cui una risalente con certezza al millesettecento e presumibilmente anche l'altra, nonché il convento, iniziato nel 1800.
Chiesa di Cristo Re
La chiesa è stata costruita nel 1973 dai Padri Gesuiti sopra un edificio degli anni '30 del Novecento, che ospitava i Padri. Ha aspetto moderno: lungo le pareti diverse finestre piuttosto piccole illuminano la navata unica; la navata è piuttosto larga e va restringendosi verso il presbiterio, come fosse una vela. Il presbiterio è sormontato da una guglia con vetri da cui entra molta luce. Presso l'altare si trova un crocifisso ligneo, sulle pareti spoglie si trovano i pannelli in ceramica di Castelli che raffigurano la guarigione del paralitico di San Pietro, con la scritta "Nel nome di Gesù Nazareno, cammina"; e l'altra riguarda la Madonna.
Sulla parete di ingresso si trova un Cristo in croce, in legno policromo, vestito con paramenti liturgici, ossia l'immagine standard del Cristo Re. Sul fondo un grande trono raggiato, in legno, ha il monogramma IHS.
Parrocchia di San Giovanni Battista e San Benedetto abate
Costruita nel 2008 ad opera dell'architetto Angelo Campo. L'edificio sorge  a sud del Colle Madonna, quello principale accoglie l'aula assembleare caratterizzata da ampio presbiterio, concluso da una grande vetrata a disegni astratti. L'aula principale è collegata alla canonica attraverso un piccolo chiostro, sottostante l'aula c'è un piano intermedio destinato ai locali di sgombero e locali del ministero pastorale. Alla quota dell'ultimo livello si trovano due lotti funzionali adibiti a locali parrocchiali e monolocali. la facciata principale è costituita da superfici verticali caratterizzate da spezzate geometriche con ingresso vetrato sulla destra. La chiusura orizzontale è sormontata da un volume caratterizzato in sommità da travi a sbalzo.
Chiesa di San Giuseppe sposo di Maria
Sorta nel quartiere dell'Ospedale nuovo, accanto alla vecchia chiesa settecentesca di San Giuseppe dei Frati Cappuccini, oggi sconsacrata (via Matese), è stata costruita negli anni '50 dall'architetto Francesco Speranzini a pianta ottagonale ellittica. All'esterno la chiesa con faccia poligonale e pianta circolare, è trattata con tavelline di diverse tonalità, creando un gioco a fasce orizzontali, che diventano verticali in corrispondenza dell'ingresso principale. All'interno presenta una navata a pianta centrale, allungata, con i pilastri che si raggruppano a ventaglio, muovendo la copertura con una successione di falde. Una porta alla destra conduce l'accesso alla sacrestia e locali parrocchiali.
Chiesa di Santo Stefano Primo Martire
Nella zona dell'ospedale, la chiesa risale al primo '900, restaurata in cemento armato e per questo presentante un aspetto moderno. Ha pianta rettangolare con facciata a capanna tradizionale, inquadrata da due lesene rivestite in mattoncini e caratterizzata da un piccolo pronao intonacato di bianco. Il basamento e il timpano presentano il medesimo rivestimento in pietra sormontato da due file di mattoncini; la pianta è ad aula unica rettangolare con una sorta di piccolo transetto, che sul lato destra consente il collegamento colla sagrestia. Il soffitto si abbassa di quota proprio nella zona presbiteriale.
Altre
- Chiesa dei Santi Giovanni e Benedetto
- Chiesa della Trasfigurazione del Signore

## Circoscrizione Porta Nuova

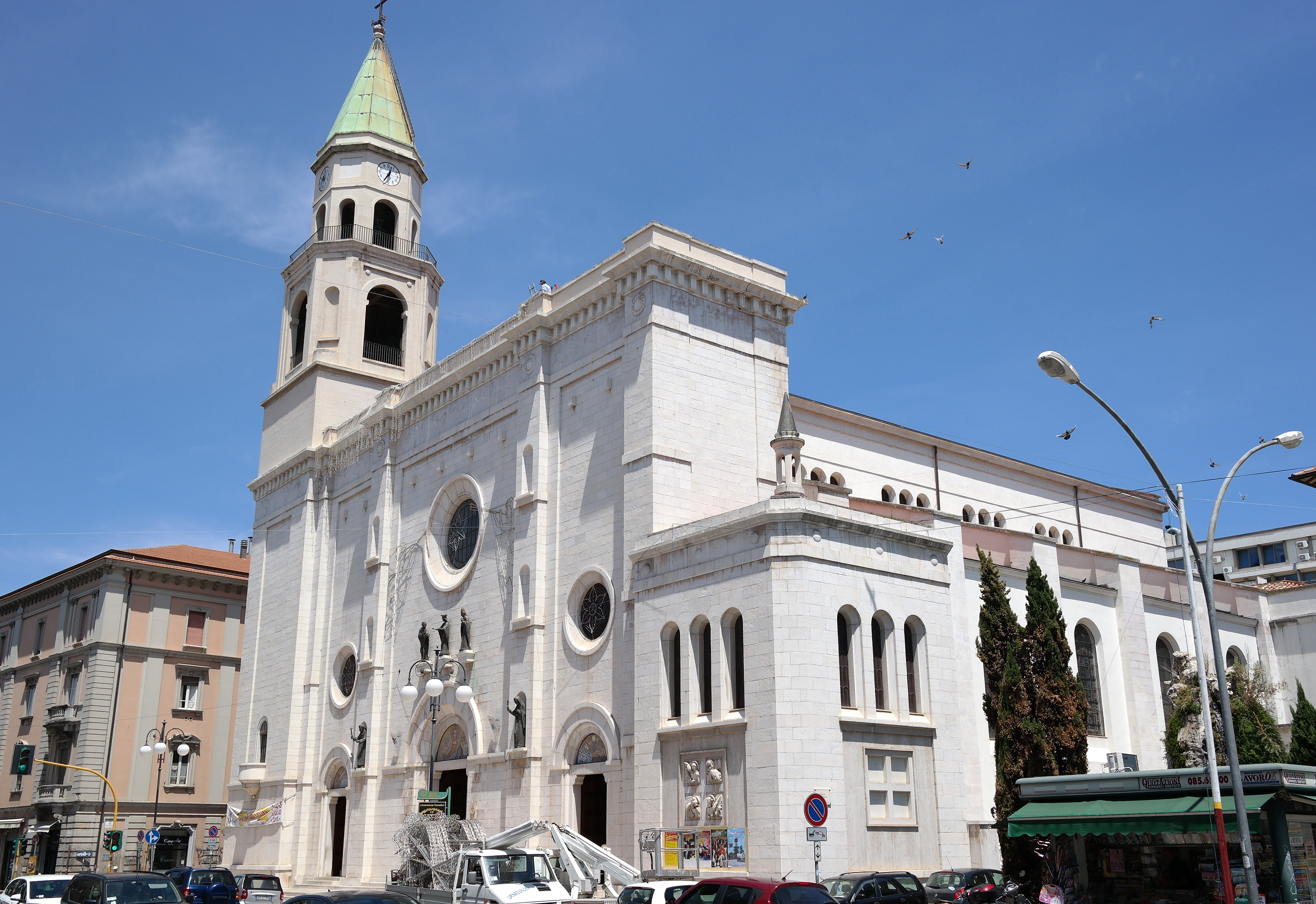
Cattedrale di San Cetteo
L'edificio costruito dal 1933 al 1938 su progetto dell'architetto Cesare Bazzani, sorge sul sito di una precedente chiesa dedicata a San Cetteo, patrono di Pescara. Fu fortemente voluta da Gabriele D'Annunzio e all'interno è presente una cappella con il monumento funerario della madre del poeta, Luisa De Benedictis. È possibile ammirarvi un dipinto del Guercino, il San Francesco, donato da Gabriele D'Annunzio mentre il rosone vetrato multicolore è di Cambellotto.
Santuario del Cuore Immacolato di Maria Vergine (o dell'Immacolata Concezione)

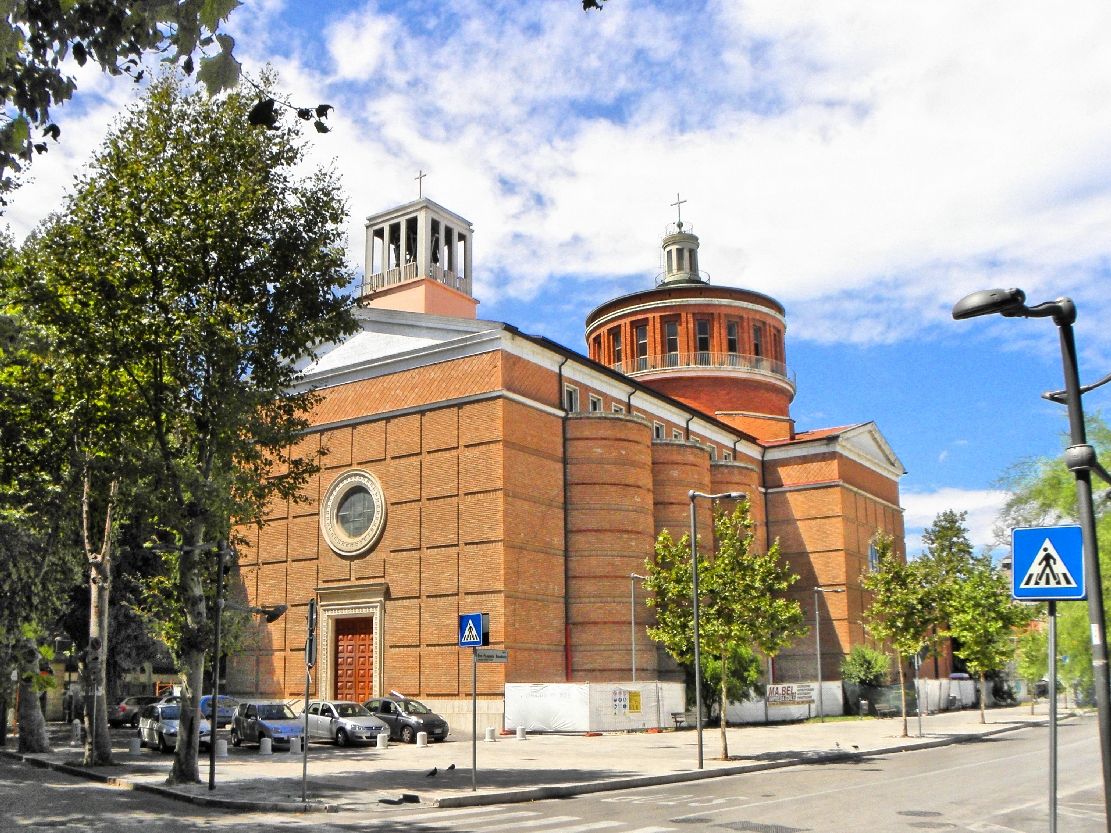
Chiesa del Cuore Immacolato della Vergine Maria

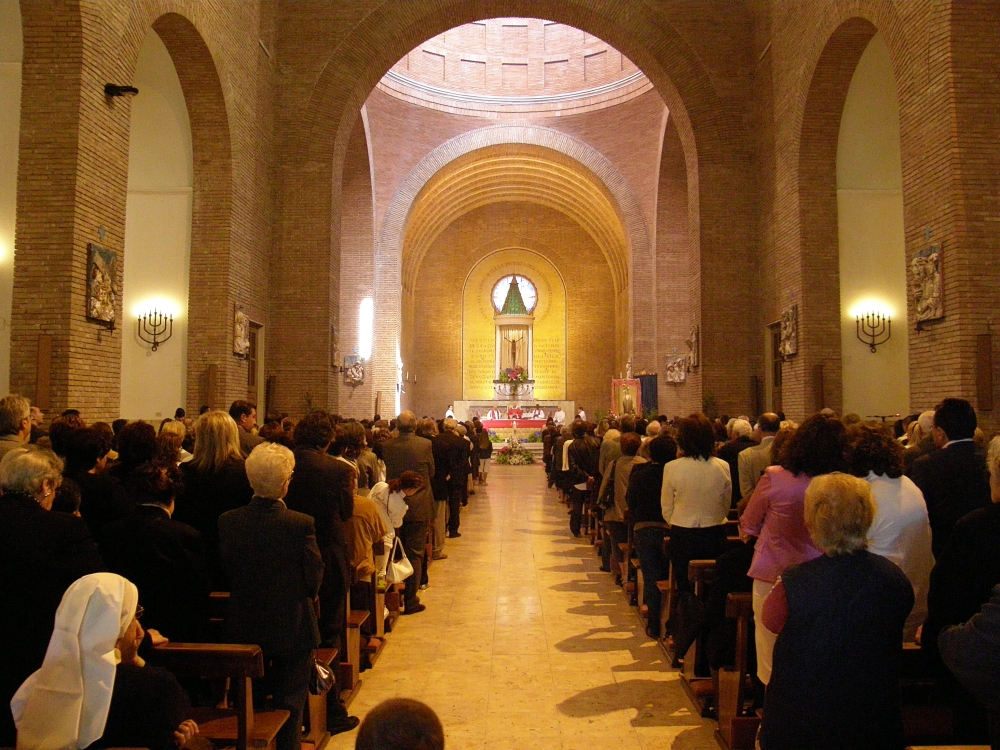
L'interno

Progettata nel 1919 e realizzata successivamente nel 1946-47 dall'architetto Lillo Barbera, interpreta l'assetto delle antiche basiliche romane paleocristiane, creando una connessione tra questo stile e il romanico abruzzese. La facciata è in mattoni faccia vista disposti a creare un motivo geometrico; al centro vi è un rosone a motivi floreali in asse col portale. L'accesso è consentito da una piccola gradinata in travertino, mentre in sommità un timpano dalle sobrie linee neoclassiche chiude la facciata. Esternamente è visibile il tiburio con lanterna che chiude la cupola del transetto, al centro della pianta basilicale a croce latina. Il campanile è a pianta quadrangolare, e sulla sommità racchiude la cella con 7 campane.
L'interno in mattoni è a navata unica, con arcate laterali intonacate in modo da formare delle cappelle, ed è  illuminato da vetrate policrome istoriate. La luce dell'oculo della cupola riflette sul presbiterio rialzato. L'altare è ornato in falso stile romanico, da una lapide e da un piccolo ciborio a cono.
Chiesa della Beata Vergine Maria Stella Maris
La chiesa fu costruita nel 1936 lungo il viale Edoardo Scarfoglio nella zona della Pineta Dannunziana. Ha un aspetto neoromanico, molto massiccio, con pianta rettangolare e facciata a salienti, divisa da paraste. Alla base ha tre portali, dei quali il maggiore è centrale, sormontato in cima da un grande rosone che sottostà all'architrave a timpano triangolare. Il campanile laterale è una torre con ordine di bifore per lato. L'interno è a tre navate, delle quali la centrale è maggiore, e le pareti sono intonacate di bianco. Il presbiterio è leggermente rialzato, e l'abside finale è semicircolare, suddiviso da fasce in spicchi, con finestre che richiamano le basilica paleocristiane romane.
Chiesa del SS. Sacramento o dell'Adorazione
Si trova in via dei Bastioni, in sostituzione della vecchia chiesa del Rosario, ed è stata realizzata tra gli anni '40 e '50 in stile razionalista. Il tempio si presenta con una facciata quadrata in mattoncini rossi faccia vista, con elementi aggettanti verticali, scanditi da fasce orizzontali in marmo bianco, uniti da trabeazione superiore. Nella parte centrale vi è un rosone circolare. Sulla sommità svetta il timpano rivestito in marmo, che richiama la zoccolatura che fascia la base della chiesa. Ha pianta rettangolare a tre navate con abside rettangolare; l'interno è rivestito in marmo e intonaco, con abside illuminata da due ampie vetrate.
Chiesa di San Luigi Gonzaga

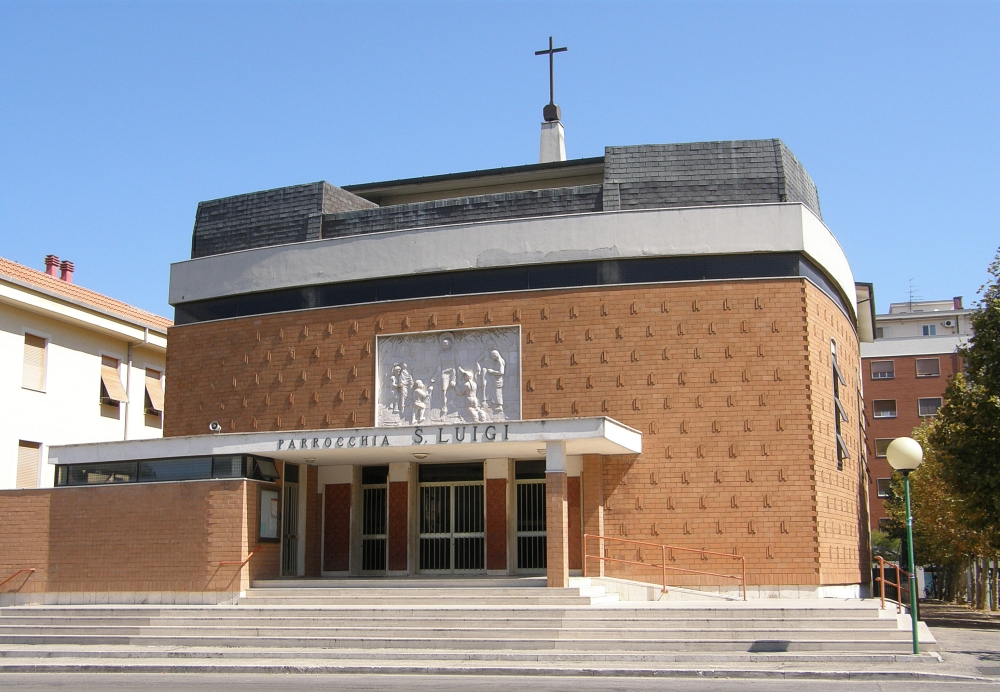
Chiesa di San Luigi

Sorge a sud di Pescara, presso il Parco Ex Caserma Di Cocco, progettata nel 1963 dall'ingegnere Camillo Michetti. Dalla piazza un'ampia gradinata immette in un portico dal quale si accede alla chiesa; un finestrone continuo, sui lati esterni, distacca il soffitto illuminando l'ambiente. Il rivestimento esterno è in mattoni di colore rosso bruno sabbiato, disposti a effetto decorativo; al centro della facciata c'è un grande bassorilievo in travertino raffigurante il santo tra fedeli. Nella chiesa lo spazio riservato ai fedeli è costituito da una navata unica a forma rettangolare con lati curvilinei. Sullo sfondo si trova l'altare maggiore sopraelevato ed affiancato da ambone e fonte battesimale. Al centro del soffitto v'è una cupola a forma quadrata che consente maggiore illuminazione.
Chiesa del Santissimo Crocifisso a Villaggio Alcione
Ultima chiesa della zona est della marina, al confine con Francavilla al Mare, nel borgo di Villaggio Alcione. Fu costruita nel 1966 da Paride Pozzi. La facciata riproduce all'esterno la suddivisione interna della pianta; l'imponente volume centrale è affiancato da altri due arretrati delle nicchie laterali, mentre la torre campanaria rettangolare è in posizione avanzata rispetto alla facciata. La parte centrale con chiusura a capanna, appare divisa in tre livelli grazie all'utilizzo di vari rivestimenti. Il primo livello, caratterizzato dal grande portale centrale, con chiusura a capanna, è in marmo grigio rosa, il secondo livello è in listelli di laterizio rosso, interrotti al centro da una vetrata con decorazione a rombi di acciaio, infine il terzo livello è intonacato di bianco con ampio riquadro di laterizio rosso, sormontati da vetrata romboidale.
L'interno è a navata unica con quattro grandi nicchie a trapezio, a formare una sorta di pianta a doppia croce. Il presbiterio annunciato da una piccola gradinata, è a trapezio, con la parete di fondo curva in alzato.
Chiesa di Gesù Risorto
Si trova nei pressi dello Stadio Adriatico, costruita negli anni '90, ma ristrutturata completamente. In facciata è stato aggiunto un portico in legno lamellare che gira intorno alla struttura, fungendo da filtro compositivo architettonico. Superiormente il portico presenta una struttura lignea che riveste internamente la chiesa, con leggera terminazione a capanna nella facciata. Il portale d'ingresso è caratterizzato da una grande copertura poligonale che, in quanto sporgente, è sostenuta da due tiranti convergenti verso il campanile svettante al centro, sormontato da grande croce. L'interno ad aula unica ha un'abside rettangolare, caratterizzato dall'essenzialità della forma, determinando così uno spazio minimalista.
Santuario Madonna del Fuoco

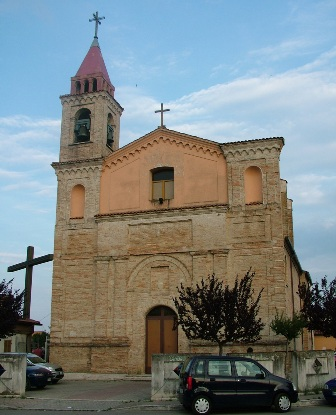
Vecchia chiesa della Madonna del Fuoco

Si trova nella periferia ovest di Pescara, costruito presso la cosiddetta zona di "Villa del Fuoco". La leggenda vuole che nella città romana di Aternum vi fosse un tempietto dedicato alla dea Vesta, protettrice del focolare. Col passare dei secoli e l'avvento del cristianesimo la statua fu associata alla figura della Madonna e il luogo fu sede di venerazione. Nel XVII secolo un incendio devastò le coltivazioni e si pensò che fosse stata una punizione della Madonna per non aver ancora costruito ivi una chiesa vera e propria, e così ci si impegnò per l'edificazione del tempio. I pellegrini andarono alla chiesa di San Cetteo e vi trovarono esposta la statua della Vergine del Carmine, e la riportarono a Villa del Fuoco, aggiungendovi delle fiammelle sulla mano. La chiesa primaria fu costruita nel Settecento, distrutta nel 1815 durante la guerra tra borbonici e francesi, che cannoneggiavano la fortezza, e infine ricostruita nel 1839. Vi si può ancora ammirare una statua della Madonna con in braccio Gesù Bambino, risalente al 1600. Negli anni 2000 verrà costruito a fianco un nuovo santuario più grande per ospitare i fedeli.
Santuario di San Donato Martire

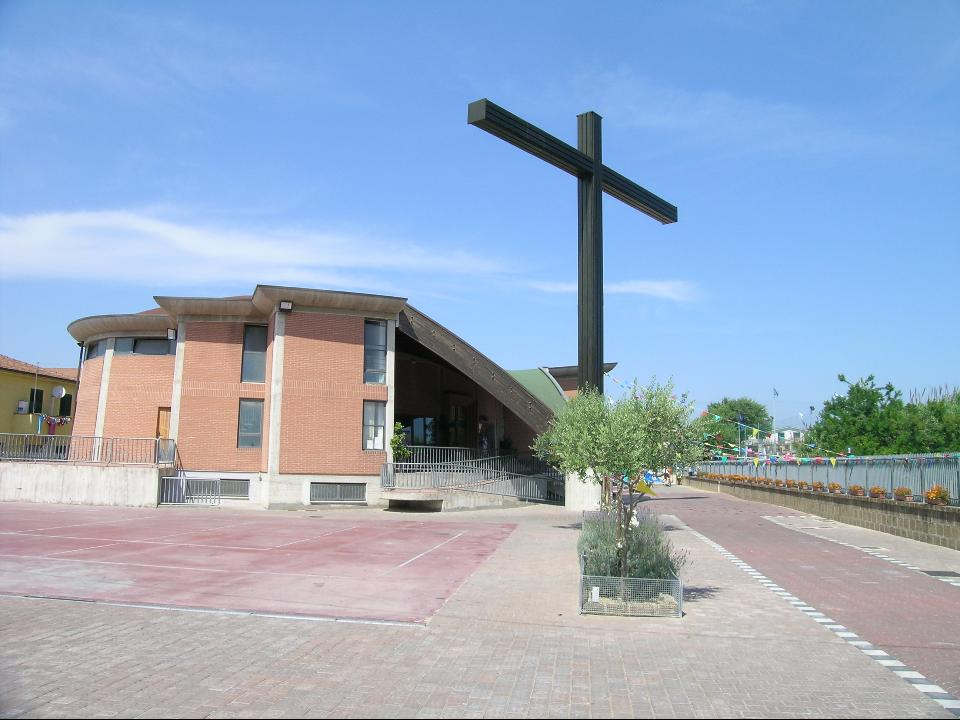
Nuovo Santuario della Madonna del Fuoco

Si trova nella zona Fontanelle Vecchia, ed è stata costruita sopra un colle nel XVIII secolo, quando la venerazione del santo iniziò a diffondersi in Abruzzo. Alcuni maldestri restauri degli anni '60 hanno fatto assumere alla chiesa esterna un aspetto pseudo-antico; l'edificio si presenta con una facciata a capanna, caratterizzata da un rivestimento in intonaco bucciato di colore rossastro e da lastre di marmo per il basamento di 80 cm, per la piccola gradinata di accesso. Al di sopra del portale è presente un piccolo rosone decorativo, mentre sulla sinistra si trova il campanile a torretta a pianta quadrata, ma spezzato a triangolo nella parete superiore della cella campanaria. L'interno è a navata unica, divisa in due lati da un ampio arco con trave di rinforzo, che funge da catena. L'ingresso è segnato dalla presenza di una cantoria in legno, accessibile da una botola; l'illuminazione è data da due grandi finestre laterali.
Chiesa vecchia di San Pietro Martire
Si trova a Fontanelle Vecchia sulla via Tiburtina, e risale al 1763; nel Novecento è stata restaurata con intonaco roseo. La facciata ha un portale con cornice di marmo, con architrave a spioventi. Il campanile è a torre. Ha una facciata a vela intonacata, coronata da timpano. Al centro l'unico elemento decorativo è un rosone a oculo, che sovrasta il portale, sormontato da timpano triangolare in pietra. Sul lato sinistro si trova il campanile a forma rettangolare con copertura a quattro falde. La pianta interna è rettangolare a navata unica, con rivestimento in legno che corre lungo le pareti. Lo spazio è scandito da quattro paraste che sorreggono le capriate lignee; sulla parete in fondo si aprono due vetrate che portano la luce. L'ingresso è segnato da un vestibolo in legno sormontato da cantoria.
Parrocchia del Beato Nunzio Sulprizio
Chiesa del quartiere Rancitelli, è stata costruita nel 1990, anche se la parrocchia, con sedi varie, è stata aperta nel 1976, con primo parroco don Lino Cisotto La chiesa è dedicata al giovane Nunzio Sulprizio, nato a Pescosansonesco, comune della provincia pescarese, e morto a Napoli per un male al piede. La struttura è caratterizzata da un utilizzo originale delle linee curve e dei volumi. Un'ampia gradinata conduce verso tre portali sormontati da un frontone curvilineo, arricchito da una vetrata policroma. Da tale chiusura sommitale si prolungano due pareti curve, che degradano dolcemente percorrendo le estremità della gradinata e aprendosi come in un abbraccio verso i fedeli. La pianta circolare scende con dolce pendenza verso l'altare. L'interno è arricchito da una copertura a padiglione, in legno perlinato, con costoloni che incrociandosi forano delle losanghe.
Chiesa dei Santi Angeli Custodi

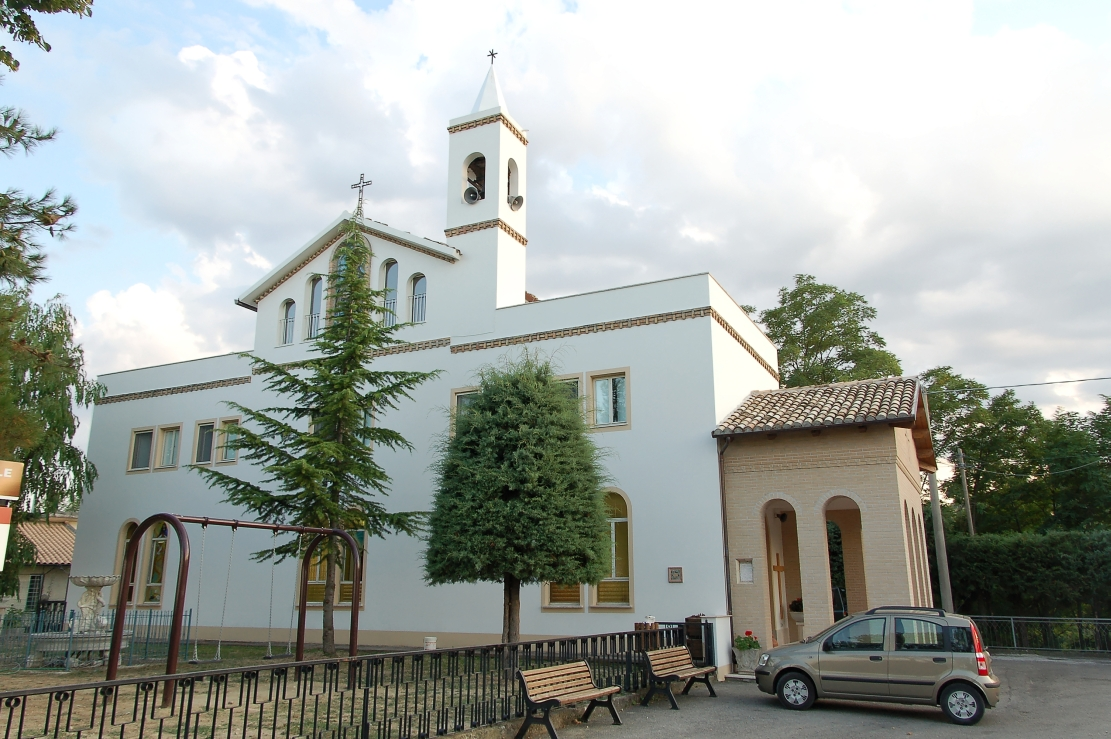
Monastero del Carmelo

Principale chiesa dei Rancitelli, è stata costruita nel 1968 da Speranzini. Dal punto di vista strutturale si presenta al pellegrino in tutta la sua imponenza, in quanto raggiunge un'altezza di 17 metri; la chiesa è collegata a una palazzina per le attività parrocchiali, collegata da un portico che percorre su due lati lo stabile. Ha impianto basilicale a navata unica su cui si aprono otto nicchie. La facciata a due salienti e tripartita, riproduce all'esterno la suddivisione interna, lateralmente, in modo arretrato, sono visibili i volumi sporgenti delle otto nicchie.
L'ingresso è caratterizzato da un portico intradossato a tre campate in tufo. La parte centrale dove si apre una vetrata, è rivestita in mattoncini rossi a forma quadrata. Lo spazio della navata è scandito dagli otto telai in cemento armato, che salgono fino alla copertura, formando delle vere e proprie capriate. Lateralmente i setti a cui sono addossati i pilastri portanti, suddividono lo spazio in quattro cappelle per lato. L'abside è poligonale con aperture vetrate, che corrono sulla sommità delle pareti che la delimitano. L'altare è rialzato di tra gradini, e alle sue spalle altri quattro gradini sopraelevano il trono e la custodia eucaristica.
Chiesa di San Gabriele dell'Addolorata

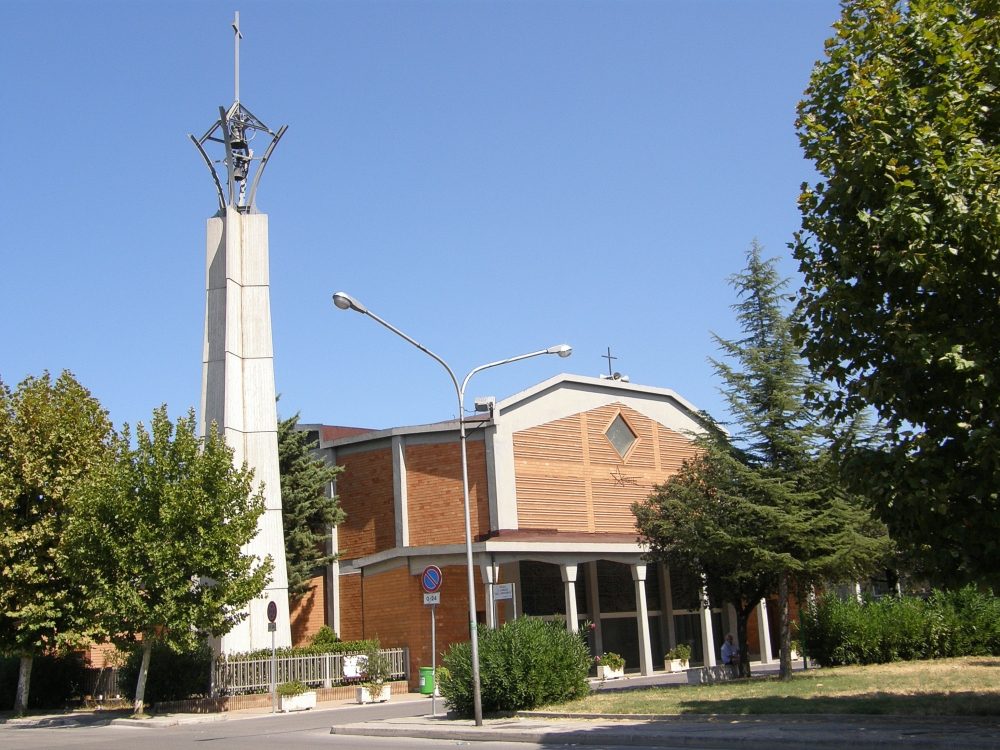
Chiesa di San Gabriele

Fu costruita negli anni '60 nel quartiere di San Donato, progettata dall'architetto Francesco Speranzini; mostra un aspetto moderno. Ha struttura portante in travi e pilastri di cemento armato a vista, mentre le tamponature sono rivestite da laterizi bicromatici. All'esterno la facciata appare divisa in due: la parte in basso è più estesa, e presenta un portico a cinque arcate con due ingressi laterali e tra grandi vetrate al centro, mentre la parte superiore si sviluppa solo in corrispondenza delle tre arcate centrali sottostanti, con un grande oculo a rombo. La pianta è caratterizzata da un'unica navata ampia con due cappelle laterali. L'area del presbiterio aveva una forma squadrata, successivamente rimodellata dal progetto dell'Archei Domus di Roma, ed ha un aspetto poligonale.
Chiesa parrocchiale di San Silvestro Papa

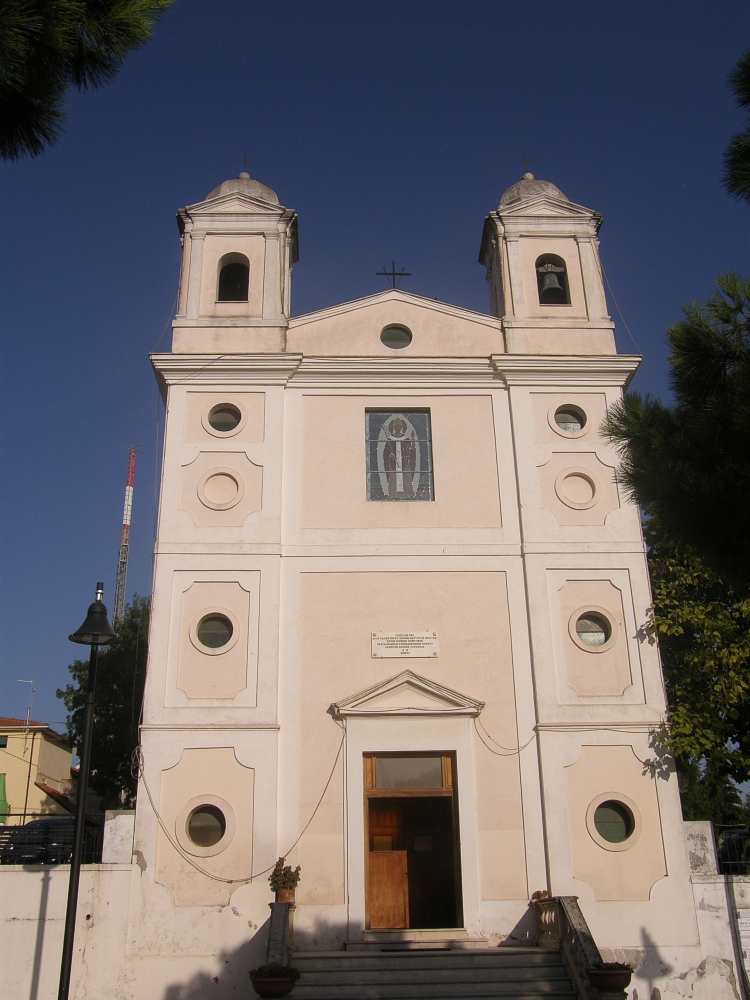
Chiesa di San Silvestro

Principale chiesa dell'unica contrada pescarese San Silvestro Colle, dedicata a San Silvestro Papa e San Giovanni Battista, era il nucleo centrale della vecchia Villa Feudale, luogo del culto regolato dalle norme dettate dalla riforma del sacro Concilio di Trento; fu il rifugio dei parrocchiani durante gli anni del "blocco di Pescara" del XIX secolo, luogo di preghiera e di raccolta per i poveri sfollati dopo il primo tragico bombardamento del 31 agosto 1943. La Parrocchia fu creata intorno al 1500 (la chiesa nasce sulle fondamenta di un monastero di religiose del XVI secolo), era amministrata da un economo molto prima della nascita del Comune ed era perfettamente organizzata per la riscossione delle Decime Sacramentali. Dall'esame di alcuni documenti del 1827 si apprende che la chiesa divenne parrocchia nel 1700. La chiesa era l'unica di San Silvestro, divenuto comune nel 1806 e aggregato poi a Pescara nel 1927. Sicuramente la chiesa risale al XVI secolo, anche se è stato profondamente modificata in stile tardo settecentesco-neoclassico nell'800.
All'esterno si presenta sopraelevata rispetto al piano stradale, con scalinata di accesso all'ingresso. La facciata ad intonaco bianco è caratterizzata dallo sviluppo verticale dei due campanili gemelli, inglobati. La facciata è inoltre conclusa da una trabeazione orizzontale al di sopra della quale si innalzano le due torri, e compreso tra essi c'è un semplice timpano triangolare con una finestra rotonda che corrisponde con la campata centrale. All'interno della chiesa è possibile ammirare un altare maggiore affrescato, risalente al XVII secolo.
Monastero delle Carmelitane
Si trova presso il cimitero comunale sotto il Colle San Silvestro, in via Monte Carmelo. Le monache femmine dell'Ordine Carmelitano nella provincia diocesana di Pescara Penne si trovavano all'origine presso il convento dei Carmelitani in Penne, successivamente nel 1867 il monastero fu soppresso. A Pescara l'unica chiesa dedicata alla Madonna del Carmine era una cappella privata di Villa Rampigna, ancora oggi esistente, presso la Questura in via Spalti del Re.
Il monastero delle Carmelitane, in collaborazione con l'Ordine delle Teresine, fu costruito nel 1972. Ha un impianto scandito dai volumi di vari edifici che si intersecano, componendo un grande rettangolo, annesso alla chiesa laterale, edificata seguendo schemi classici. Ha pianta rettangolare, facciata pseudo romanica, preceduta da portico ad arcate, ha impianto a capanna con oculo centrale. L'interno è a navata unica, moderno, con pavimento in marmo policromo, scansione laterale delle nicchie da pilastri, e altare a catino absisale semicircolare.
Altre
- Chiesa della Santa Famiglia
- Chiesa di San Marco
- Chiesa di Santa Lucia Vergine e Martire